# Mặt trận Baltic (1941)
Mặt trận Baltic là một trong ba mục tiêu tấn công đầu tiên của quân đội Đức Quốc xã trong Chiến dịch Barbarossa. Trong tuần lễ đầu tiên của cuộc Chiến tranh Xô-Đức, tại đây đã diễn ra nhiều cuộc chiến giữa Phương diện quân Tây Bắc (đổi tên từ Quân khu đặc biệt Pribaltic) của quân đội Liên Xô do thượng tướng Fyodor Isidorovich Kuznetsov chỉ huy với Cụm Tập đoàn quân Bắc của quân đội Đức Quốc xã do thống chế Wilhelm Ritter von Leeb chỉ huy. Tại mặt trận này đã nổ ra hai trận đánh xe tăng lớn ở Raseiniai và Alytus nằm ở phía Bắc và phía Nam Kaunas, trận phòng ngự Pskov ở biên giới Nga - Estonia và trận phòng thủ Tallinn. Sau hơn hai tuần giao chiến, quân đội Liên Xô bị thiệt hại nặng phải rút lui. Quân đội Đức Quốc xã mở đường tiến lên phía Đông Bắc đến Leningrad. Sự thất bại của Phương diện quân Tây Bắc (Liên Xô) cũng ảnh hưởng tai hại đến Phương diện quân Tây. Không bị gây sức ép từ phía Bắc, Cụm Tập đoàn quân Trung tâm (Đức) đã hợp vây ba tập đoàn quân Liên Xô tại khu vực Białystok - Minsk và chiếm thủ đô của Belorussia ngay sau đó. Sử sách Liên Xô (trước đây) và Nga (hiện nay) gọi đây là Chiến dịch phòng thủ chiến lược vùng Baltic, 1941.

## Bối cảnh
Trong Kế hoạch Barbarossa của quân đội Đức Quốc xã, vùng ven biển Baltic là một trong ba vùng chiến lược quan trọng để đánh chiếm ba mục tiêu cơ bản. Các vùng cửa ngõ Pribaltic có những đường giao thông đến Leningrad. Các nước Baltic cũng có những đặc điểm địa hình gần giống với các vùng ven biển của miền Bắc nước Đức và Đông Phổ. Theo Hiệp ước Xô-Đức, vùng này nằm trong phạm vi ảnh hưởng của Liên Xô và họ đã thiết lập chính quyền Xô Viết tại đây vào năm 1940. Tuy nhiên, đây là vẫn một vùng đất mới đối với Liên Xô.
Trên tuyến biên giới mới không có các công trình phòng thủ kiên cố như khu vực biên giới cũ trước năm 1940. Quân đội Liên Xô buộc phải gấp rút xây dựng các khu phòng thủ mới nhưng họ đã không kịp hoàn thành chúng. Các tuyến đường sắt chạy dọc biên giới của các nước Litva, Latvia và vùng Tây Bắc Belorussia cũng kém phát triển hơn nhiều so với vùng Đông Phổ và bắc Ba Lan. Hệ thống đường sắt của Đức đến biên giới Litva có khả năng thông tàu 220 chuyến/ngày đêm trong khi các tuyến đường sắt trên đất Litva chỉ có thể chạy được 84 chuyến/ngày đêm. Trong thời điểm những năm 40 của thế kỷ 20 thì điều này ảnh hưởng rất lớn đối với sức cơ động của quân đội. Thông tin liên lạc quân sự trong vùng Pribatic cũng kém phát triển. Quân đội Liên Xô ở đây mới chỉ có 30% số đơn vị được trang bị phương tiện liên lạc vô tuyến điện.
Đặc điểm địa hình của Litva và các nước vùng Baltic phần nhiều là đồng bằng và rừng ôn đới, thuận tiện cho việc sử dụng các lực lượng cơ giới, pháo binh và không quân. Các con sông chảy ra biển Baltic phần lớn là các sông nhỏ, dễ dàng vượt qua nếu sử dụng những đơn vị công binh dã chiến hỗ trợ cho bộ binh và cơ giới. Phía sau vùng đất cao Litva và Latvia có đặc điểm của địa hình đầm hồ. Để tăng sức cơ động cho lục quân thích ứng với địa hình này, quân đội Đức phát triển mạnh kiểu xe bọc thép bán tải hạng nhẹ có băng xích thay bánh sau (Half-truck) kiểu SdKfz 251 dùng cho bộ binh cơ giới. Quân đội Liên Xô không có loại tương đương.

## Binh lực hai bên

### Quân đội Đức Quốc xã
Quân đội Đức tấn công Liên Xô tại vùng Pribaltic gồm 29 sư đoàn, được tổ chức thành Cụm tập đoàn quân Bắc, phụ trách chính diện từ bờ biển Baltic đến khu vực Gołdap. Trong đó, các lực lượng chủ yếu được bố trí tại Đông Phổ. Trong biên chế cụm tập đoàn quân Bắc có tập đoàn quân không quân 1. Thống chế Wilhelm Ritter von Leeb được Adolf Hitler chỉ định làm tư lệnh cụm tập đoàn quân này. Binh lực gồm có:
- Tập đoàn quân dã chiến 18 do chuẩn thống chế Georg von Küchler chỉ huy, trong biên chế có:
  - Quân đoàn bộ binh 26 của tướng Albert Wodrig gồm các sư đoàn bộ binh 61, 217, 291 (thê đội 1);
  - Quân đoàn bộ binh 1 của tướng Kuno-Hans von Both gồm các sư đoàn bộ binh 1, 11 và 21 (thê đội 1);
  - Quân đoàn bộ binh 38 của tướng Friedrich-Wilhelm von Chappuis gồm các sư đoàn bộ binh 58 và 254 (thê đội 2);
    - Sư đoàn bộ binh nhẹ 207 (thê đội 2).
- Tập đoàn quân xe tăng 4 do thượng tướng Erich Hoepner chỉ huy, trong biên chế có:
  - Quân đoàn xe tăng 41 do trung tướng Georg-Hans Reinhardt chỉ huy, gồm các sư đoàn xe tăng 1 và 6, Sư đoàn bộ binh 269 (thê đội 1) và Sư đoàn cơ giới 36 (thê đội 2);
  - Quân đoàn xe tăng 56 do trung tướng Erich von Manstein chỉ huy, gồm Sư đoàn xe tăng 8, Sư đoàn bộ binh 290 (thê đội 1), Sư đoàn cơ giới 3 và Sư đoàn cơ giới SS "Đầu lâu" (thê đội 2).
- Tập đoàn quân dã chiến 16 do thượng tướng Ernst Busch chỉ huy, trong biên chế có:
  - Quân đoàn bộ binh 10 của tướng Christian Hansen, gồm các sư đoàn bộ binh 30 và 126 (thê đội 1);
  - Quân đoàn bộ binh 28 của tướng Mauritz von Wiktorin gồm các sư đoàn bộ binh 122 và 123 (thê đội 1);
  - Quân đoàn bộ binh 2 của tướng Walter von Brockdorff-Ahlefeldt gồm các sư đoàn bộ binh 12, 32 và 121 (thế đội 1);
  - Quân đoàn bộ binh 23 của tướng Albrecht Schubert gồm các sư đoàn bộ binh 206, 251 và 253 (thê đội 2);
    - Sư đoàn bộ binh nhẹ 281 (thê đội 2).
- Tập đoàn quân xe tăng 3 do tướng Hermann Hoth chỉ huy thuộc Cụm tập đoàn quân Trung tâm, đối diện với cánh Nam của Quân khu đặc biệt Pribaltic, trên địa đoạn từ Gołdap đến Suwałki, trong biên chế có:
  - Quân đoàn xe tăng 39 của tướng Rudolf Schmidt gồm có các sư đoàn xe tăng 7, 20 (thê đội 1) và các sư đoàn cơ giới 14, 20 (thê đội 2).
  - Quân đoàn xe tăng 57 của tướng Adolf-Friedrich Kuntzen gồm có Sư đoàn xe tăng 12 (thê đội 1), Sư đoàn xe tăng 19 và Sư đoàn cơ giới 18 (thê đội 2).
  - Quân đoàn bộ binh 5 của tướng Richard Ruoff gồm có các sư đoàn bộ binh 5 và 35.
  - Quân đoàn bộ binh 6 của tướng Otto-Wilhelm Förster gồm các sư đoàn bộ binh 6 và 26.
- Tập đoàn quân không quân 1 do trung tướng không quân Alfred Keller chỉ huy.

### Quân đội Liên Xô
Phương diện quân Tây Bắc Liên Xô do Thượng tướng F. I. Kuznetsov chỉ huy phòng thủ biên giới trên đất liền từ biển Baltic đến biên giới phía nam của Litva (tại khu vực Suwałki). Biên chế của Phương diện quân có:
- Tập đoàn quân 8 do thiếu tướng Pyotr Petrovich Sobennikov chỉ huy, Bộ tư lệnh tập đoàn quân đóng tại Kurtuvėnai gần Šiauliai, trong biên chế có:
  - Quân đoàn cơ giới 12 do thiếu tướng Nikolai Mikhailovich Shestopalov (đến ngày 27-6), đại tá Ivan Akimovich Razintsev (đến 30-6) và đại tá Villi Yanovich Grinberg chỉ huy, sư đoàn xe tăng 23 của đại tá T. S. Orlenko, sư đoàn xe tăng 28 của đại tá Ivan Danilovich Chernyakhovsky và sư đoàn cơ giới 202 của đại tá V. K. Gorbachiov và Lữ đoàn pháo chống tăng 9 (thê đội 2); được trang bị 729 xe tăng BT-7, T-26, T-37, T-38, T-40 và 22 xe bọc thép hạng nhẹ.[8]
  - Quân đoàn bộ binh 10 do thiếu tướng I. F. Nikolaev chỉ huy, gồm các sư đoàn bộ binh 10 và 90 (thê đội 1).
  - Quân đoàn bộ binh 11 do thiếu tướng M. S. Sumilov chỉ huy, gồm các sư đoàn bộ binh 48 và 125 (thê đội 1).
  - Sư đoàn bộ binh 11 trực thuộc Bộ chỉ huy tập đoàn quân.
- Tập đoàn quân 11 do trung tướng V. I. Morozov chỉ huy, Bộ tư lệnh tập đoàn quân đóng tại Kaunas, trong biên chế có:
  - Quân đoàn cơ giới 3 do thiếu tướng A. V. Kurkin chỉ huy, gồm Sư đoàn xe tăng 2 (của thiếu tướng E. N. Soniankin), Sư đoàn xe tăng 5 của (đại tá F. F. Fiodorov) và Sư đoàn cơ giới 84 (của thiếu tướng P. I. Fomenko) nằm ở thê đội 2; được trang bị 672 xe tăng, 202 xe bọc thép, trong đó có 19 xe tăng KV-2 và 50 xe tăng T-34.[8]
  - Quân đoàn bộ binh 16 do thiếu tướng M. M. Ivanov chỉ huy, gồm các sư đoàn bộ binh 5, 33, 188 và Lữ đoàn pháo chống tăng 10 (thê đội 1);
  - Quân đoàn bộ binh 29 do thiếu tướng A. G. Samokhin chỉ huy, gồm các sư đoàn bộ binh 126, 128 (thê đội 1), 179 và 184 (thê đội 2).
  - Sư đoàn bộ binh độc lập 23 trực thuộc Bộ tư lệnh tập đoàn quân.
- Tập đoàn quân 27 do thiếu tướng Nikolai Erastovich Berzarin chỉ huy, Bộ tư lệnh tập đoàn quân đóng tại Riga trên tuyến phòng thủ thứ hai, trong biên chế có:
  - Quân đoàn bộ binh 22 do tướng A. S. Ksenofontov chỉ huy gồm các sư đoàn bộ binh 180 và 182;
  - Quân đoàn bộ binh 24 gồm các sư đoàn bộ binh 181 và 183.
- Lực lượng tăng viện:
  - Quân đoàn cơ giới 21 (được điều từ Quân khu Moskva) do thiếu tướng D. D. Leluyshenko chỉ huy, gồm các sư đoàn xe tăng 42, 46, Sư đoàn cơ giới 185.
  - Sư đoàn đổ bộ đường không 5 (được điều từ lực lượng dự bị của STAVKA).

Nhiệm vụ bảo vệ bờ biển được giao cho các sư đoàn bộ binh 16, 67 và lữ đoàn bộ binh độc lập 3 phối hợp với lực lượng của các căn cứ hải quân thuộc Hạm đội Baltic Cờ đỏ do Phó đô đốc V. F. Tributs chỉ huy.

## Kế hoạch tác chiến

### Quân đội Đức Quốc xã
Sau chiến tranh, thống chế Erich von Manstein nhớ lại trong hồi ký của mình:
| “                     | Cụm tập đoàn quân "Bắc" được giao nhiệm vụ sử dụng những lực lượng chủ yếu từ Đông Phổ tấn công vào vùng Pribaltic để tiêu diệt lực lượng đối phương và sau đó bắt đầu triển khai các cuộc tấn công vào Leningrad. Theo phương án hành động, tập đoàn quân xe tăng 4 được lệnh phải nhanh chóng đánh chiếm các tuyến đường giao thông trên vùng hạ lưu sông Dvina đến Dvinsk, đánh chiếm các cây cầu bắc qua sông Dvina để tiến nhanh hơn nữa đến khu vực Opochka. Tập đoàn quân 16 tấn công thông qua Kovno để nhanh chóng tiến theo sau tập đoàn quân xe tăng 4. Tập đoàn quân 18 phối hợp với cánh trái của tập đoàn quân xe tăng 4 tấn công theo hướng chung tới Riga. | ” |
| — Erich von Manstein, | |   |

Trên hướng Vilnius, cánh trái của Tập đoàn quân xe tăng 3 thuộc Cụm tập đoàn quân Trung tâm có nhiệm vụ phá vỡ tuyến phòng ngự của quân đội Liên Xô, chiếm các bến vượt qua sông Neman tại Alytus và Merkinė; sau đó quay xuống phía Nam đánh vòng vào sau lưng Phương diện quân Tây của Liên Xô.
Binh lực của Cụm tập đoàn quân "Bắc" tại thê đội 1 gồm 26 sư đoàn, trong đó, nòng cốt là Tập đoàn quân xe tăng 4 gồm 3 sư đoàn xe tăng, 4 sư đoàn cơ giới và 1 sư đoàn bộ binh. Tập đoàn quân xe tăng 4 có nhiệm vụ giáng một đòn cực mạnh vào chỗ tiếp giáp giữa Tập đoàn quân 8 và Tập đoàn quân 11 (Liên Xô) tại khu vực Raseiniai - Kėdainiai, chia cắt hai tập đoàn quân Liên Xô và phối hợp với Tập đoàn quân 16 trên cánh phải của Cụm tập đoàn quân Bắc (Đức) bao vây Quân đoàn bộ binh 16 (Liên Xô) tại các khu phòng thủ biên giới. Trong giai đoạn tiếp theo, Tập đoàn quân xe tăng 4 vượt sông Tây Dvina tiếp tục khoan sâu lỗ đột phá theo hướng Pskov để Tập đoàn quân 18 tấn công dọc theo vùng bờ biển Baltic, bao vây và hất Tập đoàn quân 8 (Liên Xô) ra biển. Tập đoàn quân 16 có nhiệm vụ che chắn sườn phải cho Tập đoàn quân xe tăng 4 trong quá trình tấn công và phối hợp với Tập đoàn quân xe tăng 3 trên cánh trái của Cụm tập đoàn quân Trung tâm (Đức) bao vây Tập đoàn quân 11 (Liên Xô) tại khu vực Vilnius. Trong giai đoạn 2, Tập đoàn quân 16 (Đức) sẽ tấn công song hành với Tập đoàn quân xe tăng 4 lên hướng Opochka. Mục tiêu cuối cùng của Cụm tập đoàn quân Bắc (Đức) là thành phố Leningrad (nay là Sankt-Peterburg).

### Quân đội Liên Xô
Ngoài Tập đoàn quân 27 bố trí tại Latvia, các quân đoàn cơ giới và các sư đoàn dự bị bố trí cách biên giới mới từ 100 đến 150 km trên tuyến biên giới cũ, phần lớn lực lượng chủ yếu của Phương diện quân đều bố trí trên tuyến biên giới mới. Chỗ yếu nhất của tuyến phòng thủ biên giới của quân đội Liên Xô nằm tại khu vực phòng thủ của Tập đoàn quân 11 tiếp giáp với Tập đoàn quân 10 tại khu vực Grodno - Suwałki, ngay phía Bắc vùng đất cao Białystok, hình thành một mũi nhô về phía quân Đức. Tuyến phòng thủ tại đây không đủ sâu và mạnh, rất dễ bị quân Đức đánh bọc sườn. Ngoài ra, hướng Đông Phổ cũng chỉ có Tập đoàn quân 8 phòng thủ, trong khi thê đội 2 của Quân khu đặc biệt Pribaltic trên hướng này là Tập đoàn quân 27 lại đóng ở tận Riga. Khi chiến tranh nổ ra, tập đoàn quân 27 phải mất hai ngày mới cơ động đến được tuyến biên giới thì chiến sự đã ở phía Bắc Kaunas. Do không được chuyển trạng thái chiến đấu kịp thời nên đến thời điểm nổ ra, các sư đoàn bộ binh ở đây chỉ có trong biên chế từ 6.000 đến 8.000 người, trong khi biên chế thời chiến ít nhất phải có 12.000 người.
Qua thông tin tình báo, Bộ chỉ huy Tập đoàn quân Bắc (Đức) biết được Quân khu đặc biệt Pribaltic (Liên Xô) đã bố trí tại tuyến đầu 31 sư đoàn bộ binh và 8 sư đoàn xe tăng, cơ giới và số lượng xe tăng, xe bọc thép lên đến 1.625 chiếc. Tuy nhiên, cả hai quân đoàn cơ giới 3 và 12 (Liên Xô) chỉ có 19 xe tăng hạng nặng KV-2 và 50 xe tăng T-34, còn lại là các xe tăng kiểu cũ có sức chiến đấu kém và thường gặp trục trặc kỹ thuật. Vào thời điểm bắt đầu cuộc chiến, chỉ có 63% số xe tăng của Phương diện quân Tây Bắc ở trong tình trạng sẵn sàng chiến đấu. Số còn lại đang trong thời kỳ bảo dưỡng và sửa chữa tại các xưởng và trạm. Trong đó, có hơn 200 xe tăng Т-26, ОТ-26, Т-37 và Т-38 đã cũ sau nhiều năm sử dụng đang chờ sửa chữa lớn.

## Diễn biến trên bộ

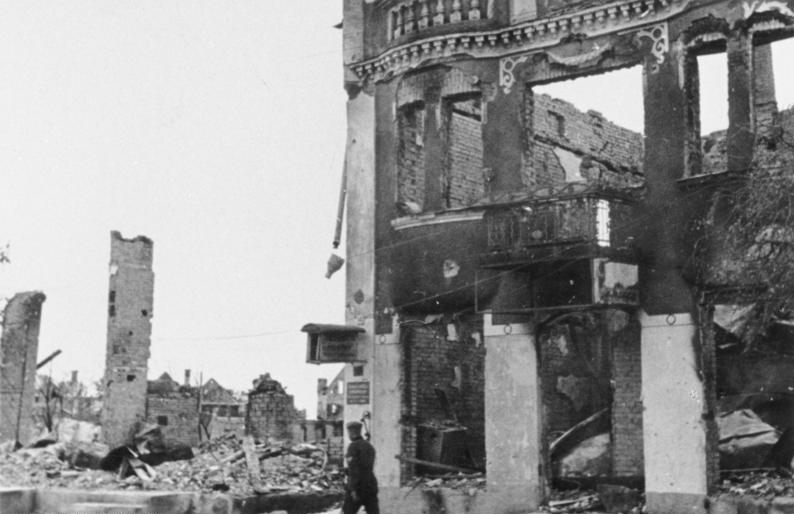
Thị trấn biên giới Tauragė đổ nát sau các trận đánh và rơi vào tay quân đội Đức Quốc xã ngày 22-6-1941

Ngày 22 tháng 6 năm 1941, Cụm tập đoàn quân Bắc (Đức) phát động tấn công. Do tập trung được các lực lượng và phương tiện mạnh, đạt được ưu thế tạm thời gấp 5 đến 8 lần về binh lực và vũ khí nặng trên các mũi tấn công chính nên ngay từ đầu, Bộ Tư lệnh cụm tập đoàn quân Bắc (Đức) đã đạt được nhiều kết quả khả quan. Từ vùng giáp ranh Ba Lan-Đông Phổ, tập đoàn quân xe tăng 4 (Đức) khoan sâu và chia cắt trận tuyến của quân đội Liên Xô tại chỗ tiếp giáp giữa tập đoàn quân 8 và tập đoàn quân 11, đẩy tập đoàn quân 8 (Liên Xô) về hướng Riga và Tallinn, dồn tập đoàn quân 11 về phía Nam, đe dọa đánh sập toàn bộ cánh Bắc của Phương diện quân Tây Bắc (Liên Xô).

### Trận phòng ngự tại Alytus
Ngày 22 tháng 6, tại thị trấn Alytus, phía nam Kaunas (thuộc Litva) 80 km đã diễn ra một trong những trận đánh xe tăng đầu tiên trong Chiến tranh Xô-Đức. Trong trận này, Tập đoàn quân xe tăng 3 (Đức) do tướng Hermann Hoth chỉ huy đã sử dụng Sư đoàn xe tăng 7 do thiếu tướng G. von Funk chỉ huy và Sư đoàn xe tăng 20 do trung tướng H. Stumpf chỉ huy gồm hơn 500 xe tăng để chống lại Sư đoàn xe tăng 5 và 2 sư đoàn dự bị của Tập đoàn quân 11 (Liên Xô) có 229 xe tăng BT-7, 25 xe bọc thép T-26, 57 xe bọc thép T-28 và 50 xe tăng T-34 nhưng chỉ có hơn 150 xe còn hoạt động được.
Các quân đoàn xe tăng và cơ giới của tướng Hermann Hoth sau khi đánh vòng qua các khu phòng thủ Suwałki và Osowiec, đánh chiếm Grodno đã tăng tốc độ hành quân để đánh chiếm Kaunas và Vilnius trong thời gian sớm nhất nhằm vây bọc phía sau 3 tập đoàn quân Liên Xô đang chiến đấu tại Tây Belorussia. Quân đoàn cơ giới 57 có Sư đoàn xe tăng 12 đi trước mở đường tấn công theo hướng đến Merkinė. Quân đoàn cơ giới 39 có các sư đoàn xe tăng 7 và 20 dẫn đầu tấn công theo hướng đến Alytus. Quân đoàn bộ binh 5 (có hai sư đoàn) tấn công theo xe tăng tại địa đoạn giữa Merkinė và Alytus. Quân đoàn bộ binh 6 (có hai sư đoàn) tấn công chếch lên phía Bắc tuyến Alytus - Neman hướng tới Prienai, yểm hộ sườn trái cho Quân đoàn cơ giới 39.
Đối diện với quân Đức trong khu vực Alytus là các sư đoàn bộ binh 23, 126, 128 thuộc thê đội dự bị của Tập đoàn quân 11 được giao nhiệm vụ bảo vệ các tiền đồn biên giới và xây dựng các công sự củng cố khu vực Alytus. Trong khu vực Alytus còn có Sư đoàn xe tăng 5 thuộc Quân đoàn cơ giới 3 (Liên Xô), các đại đội phòng thủ vùng biên giới được đặt dưới quyền chỉ huy của Đoàn biên phòng 29 đóng tại Varėna, các đơn vị pháo binh của quân đoàn và trung đoàn bộ binh 184.
Sáng sớm ngày 22 tháng 6, sau các cuộc pháo kích và ném bom của quân đội Đức, quân đội Xô Viết tại khu vực Alytus bị tấn công bởi hai sư đoàn xe tăng của Quân đoàn cơ giới 39 và hai sư đoàn bộ binh thuộc Quân đoàn bộ binh 5. Sức chống cự của sư đoàn bộ binh 128 (Liên Xô) nhanh chóng bị các đơn vị xe tăng Đức đè bẹp. Tư lệnh sư đoàn, thiếu tướng A. S. Zotov bị bắt làm tù binh. Bộ phận còn lại của sư đoàn phải phân tán thành từng nhóm nhỏ vượt sông Neman rút lui theo hướng đến sông Tây Dvina.
Ngày 22 tháng 6, trong khi các đơn vị xe tăng Đức đã dồn quân đội Liên Xô đến bờ Tây sông Neman, Bộ tư lệnh Cụm tập đoàn quân Trung tâm tạm thời điều chuyển hai quân đoàn bộ binh của tập đoàn quân xe tăng 3 cho tập đoàn quân dã chiến 9. Các sư đoàn xe tăng 7 và 20 của quân đoàn cơ giới 39 xông đến Alytus, cố gắng đánh chiếm hai cây cầu vượt sông trong hành tiến. Khoảng trưa ngày 22 tháng 6, các đơn vị đi trước của sư đoàn xe tăng 5 (Liên Xô) đã đụng độ với hai sư đoàn xe tăng Đức tại ngoại vi Alytus. Sau các trận không kích và pháo kích của tập đoàn quân không quân 8 do tướng Wolfram von Richthofen chỉ huy, các sư đoàn xe tăng của tập đoàn quân xe tăng 3 đã chiếm được cả hai cây cầu và phá vỡ tuyến phòng thủ phía đông sông Neman. Các đơn vị của Bộ Nội vụ Liên Xô được giao nhiệm vụ với việc bảo vệ cầu và các đội công binh phá nổ đã không thể làm bất cứ điều gì để lật đổ hai cây cầu.
Trên bờ đông sông Neman, các lực lượng chính của sư đoàn xe tăng 5 (Liên Xô) đã tham chiến và chặn được xe tăng Đức trong thị trấn Alytus. Cuộc chiến tại Alytus tiếp diễn cho đến cuối buổi tối ngày 22 tháng 6. Sáng ngày 23 tháng 6, trong tình trạng bị nửa hợp vây tại Alytus trên bờ phía đông sông Neman, chủ lực của Sư đoàn xe tăng 5 đã phải giao chiến với hai sư đoàn xe tăng của Quân đoàn cơ giới 39 (Đức). Dưới áp lực của lực lượng đối phương vượt trội, đến khoảng 8 giờ sáng, sư đoàn hầu như đã tiêu thụ hết nhiên liệu và đạn dược, phải vừa đánh, vừa lùi về hướng Vilnius dưới áp lực nặng nề của không quân Đức.
Cựu tư lệnh tập đoàn quân xe tăng 3 (Đức), tướng Hermann Hoth viết trong hồi ký của mình:
| “               | Các chỉ huy các trung đoàn của tôi đều báo cáo về các trận xe tăng chiến cực kỳ ác liệt. Một số đơn vị xe tăng của đối phương được trang bị kém hơn đã dốc toàn lực để tiến hành một trận duy nhất. Các tàn quân của bộ phận này đã rút lên phía đông bắc và tiếp tục chống trả một vài ngày sau cho đến khi nó bị mất nốt những chiếc xe tăng cuối cùng. Các nỗ lực đầu tiên của người Nga để ngăn chặn cuộc tấn công của chúng tôi theo hướng này gần như đã thất bại. | ” |
| — Hermann Hoth, | |   |

A. V. Isaev dẫn bằng chứng trong trận chiến với xe tăng Đức của trung tá Khorsta Orlov:
| “ | Trận xe tăng chiến tại Alytus của Sư đoàn xe tăng 5 chúng tôi có lẽ là trận chiến khó khăn nhất tại giai đoạn này của cuộc chiến tranh. | ” |

Cho đến nay, vẫn chưa có số liệu chính xác về thiệt hại của hai bên trong trận đấu tăng tại Alytus. Tướng Hermann Hoth báo cáo về việc đã phá hủy 70 xe tăng của Liên Xô và người Đức mất 11 xe tăng. Nhưng lại có một điều hiển nhiên là quân đội Liên Xô đã bỏ lại tại Alytus nhiều xe tăng đã hư hỏng từ trước trận đánh mà không thể sửa chữa và chúng được tướng Hermann Hoth tính cả vào chiến tích của mình.
Sau khi bị đánh bật khỏi Alytus, chiều 23 tháng 6, Sư đoàn xe tăng 5 (Liên Xô) còn tham gia một trận đánh nữa ở ngoại ô phía Tây Nam Vilnius và tiếp tục bị tổn thất. Số quân và phương tiện còn lại của nó tiếp tục rút lui. Đến ngày 24 tháng 6, sư đoàn này được nhập vào biên chế Tập đoàn quân 13 tại khu vực Molodechno (Belorussia). Sư đoàn còn lại 15 xe tăng, 20 xe bọc thép và 9 khẩu pháo. Ngày 26 tháng 6, sư đoàn về đến Borisov và tiếp tục được rút về Kaluga để tổ chức lại.

### Cuộc phản công của Quân đoàn cơ giới 3 (Liên Xô)

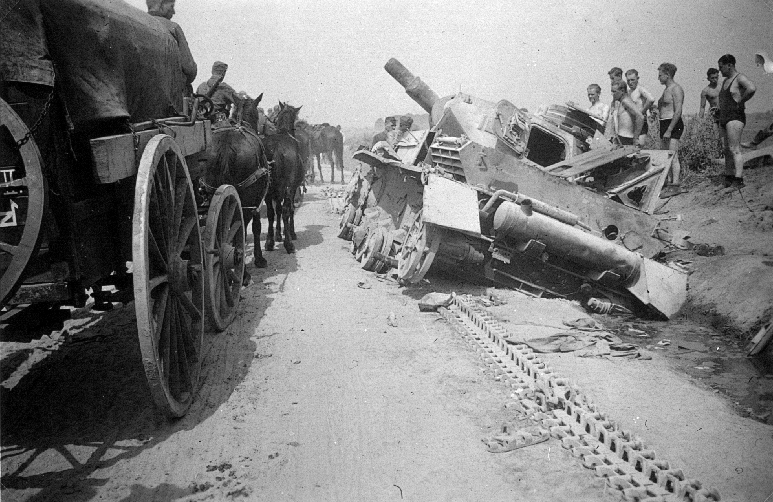
Xe tăng Pz-IV của quân đội Đức Quốc xã bị bắn hỏng gần Kaunas

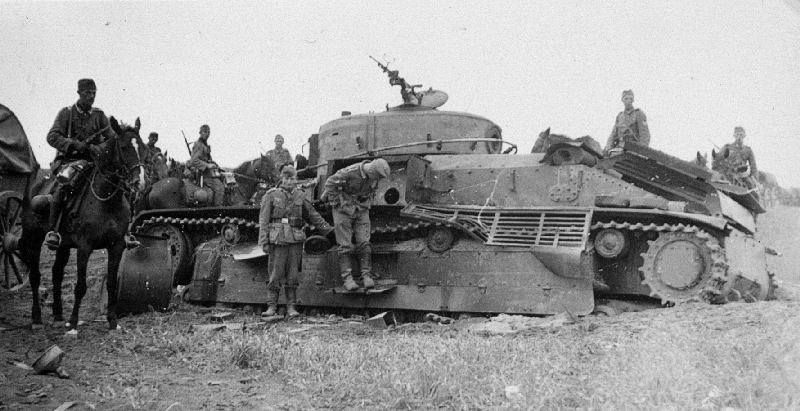
Xe tăng T-28 của quân đội Liên Xô bị bắn hỏng gần Kaunas

Quân đoàn thiết giáp 41 (Đức) đã phá vỡ tuyến phòng thủ của Quân đoàn bộ binh 11 (Liên Xô) tại chính diện do Sư đoàn bộ binh 125 (Liên Xô) phụ trách, chiếm Tauragė và bắt đầu triển khai toàn bộ đội hình tấn công theo hướng Raseiniai, đánh bại và loại Sư đoàn bộ binh 48 (Liên Xô) khỏi vòng chiến đấu. Quân đoàn xe tăng 56 của tướng Erich von Manstein đã thực hiện một cuộc đột kích sâu đến 60 km và chiếm được cây cầu bắc qua con sông Dubysa tại thị trấn Ariogala. Tập đoàn quân xe tăng 3 của tướng Hermann Hoth tấn công chính diện dải phòng ngự của Quân đoàn bộ binh 29 (Liên Xô) tại khu vực "mũi nhô" Suwałki theo hướng chung đến Alytus, Merkinė và ngay trong ngày đầu tiên đã đột phá đến sông Neman. Bộ tư lệnh Phương diện quân Tây Bắc (Liên Xô) sử dụng Sư đoàn xe tăng 5 do đại tá F. F. Fiodorov chỉ huy đã tạm thời chặn được xe tăng Đức trước cửa ngõ Alytus trên bờ sông Neman.
Trong một cố gắng để khôi phục lại tình hình, lúc 9 giờ 45 phút ngày 22 tháng 6, thượng tướng F. I. Kuznetsov, tư lệnh Phương diện quân Tây Bắc đã ra lệnh đưa các quân đoàn cơ giới 3 và 12 từ lực lượng dự bị vào trận và tấn công theo hướng chung đến Tilsit để đánh vào sau lưng các cánh quân xe tăng Đức đã đột phá vào dải phòng ngự của Tập đoàn quân 8. Cụm cơ động được phái đi trước do đại tá P. P. Poluboyarov chỉ huy. Lúc 10 giờ cùng ngày, sư đoàn xe tăng 28 thuộc quân đoàn cơ giới 12 (Liên Xô) mới đến được Šiauliai và triển khai trước cửa ngõ Skaudvilė. Sư đoàn bộ binh 23 (Liên Xô) được giao nhiệm vụ phối hợp hành động với sư đoàn bộ binh 10 thuộc quân đoàn bộ binh 8 tổ chức tấn công chiếm lại Tauragė từ 12 giờ 00 ngày 23 tháng 6. Sư đoàn cơ giới 202 để lại lữ đoàn 9 bảo vệ Šiauliai. Quân đoàn cơ giới 3 được lệnh phải hành quân trong đêm đến khu vực Raseiniai và mở cuộc tấn công vào Skaudvilė lúc rạng sáng.
Bộ tư lệnh Phương diện quân Tây Bắc (Liên Xô) cho rằng Sư đoàn xe tăng 5 có thể giữ được khu vực của Alytus nên đã điều Sư đoàn xe tăng 2 và Sư đoàn cơ giới 84 với trang bị tổng cộng 250 xe tăng và xe bọc thép, trong đó có 15 xe tăng KV đến tăng cường cho Tập đoàn quân 11 đã bị yếu đi sau các trận phòng ngự trên cửa ngõ xa dẫn vào Kaunas.
Sáng ngày 23 tháng 6, trong khi đang chuyển quân từ Kėdainiai đến Raseiniai, hai sư đoàn này đã bất ngờ đụng độ với Sư đoàn xe tăng 6 thuộc Quân đoàn thiết giáp 41 (Đức) trên bờ tây sông Dubysa. Trong cuộc tao ngộ chiến, các pháo chống tăng 88 mm và các cuộc không kích của máy bay Đức đã không gây được thiệt hại đáng kể đối với xe tăng KV. Trận đánh giữa 2 sư đoàn thiết giáp Liên Xô và Sư đoàn xe tăng 6 Đức tiếp tục trong suốt ngày hôm sau. Do không được tiếp tế kịp thời nhiên liệu và đạn dược, các cuộc đột kích của xe tăng Liên Xô thường bị gián đoạn và tổn thất nặng. Một bộ phận xe tăng bắt đầu rút lui. Quân đoàn bộ binh 11 (Liên Xo) bị nửa hợp vây và đứt liên lạc với sở chỉ huy tập đoàn quân 8. Ngày 26 tháng 6 một binh đội xe tăng Đức và bộ binh cơ giới đã tấn công tập hậu vào Sở chỉ huy quân đoàn cơ giới 3 (Liên Xô). Trong trận chiến, thiếu tướng E. N. Soniankin, chỉ huy Sư đoàn xe tăng 2 tử trận. Quân đoàn cơ giới 3 lùi dần về phía Đông.
Trận xe tăng tao ngộ chiến tại Raseiniai được dựng lại tại một trong những tập phim tuyên truyền Cuộc chiến tranh chưa được biết đến về Chiến tranh Vệ quốc Vĩ đại, khi một xe tăng KV duy nhất còn lại của Liên Xô đã chặn đường tiến của Sư đoàn xe tăng 6 (Đức).

### Cuộc phản công của Quân đoàn cơ giới 12 (Liên Xô)
Cũng như Quân đoàn cơ giới 3, Quân đoàn cơ giới 12 không được trang bị nhiều xe tăng tốt. Mặc dù cả hai quân đoàn có trong biên chế đến 700 xe cho mỗi quân đoàn nhưng phần lớn là xe tăng hạng nhẹ BT-7, xe bọc thép T-26 và một số ít xe tăng T-28. Toàn bộ số xe tăng KV đều được biên chế vào Quân đoàn cơ giới 3. Các Sư đoàn xe tăng 23 và 28 được lệnh tấn công ngay trong sáng sớm 23 tháng 6 và đột phá theo hướng chung đến Skaudvilė. Tuy nhiên, trong khi di chuyển vào các vị trí xuất phát tấn công, họ đã phải chịu tổn thất nặng từ các cuộc oanh kích của máy bay Đức. Sư đoàn 23 mất 17 xe tăng, Sư đoàn 28 mất đến 27 chiếc. Tình hình còn nặng nề thêm khi Sư đoàn xe tăng 28 đã đến vị trí xuất phát tấn công thì hết sạch nhiên liệu và phải dừng lại. Còn Sư đoàn 23 thì lại được phân tán để yểm hộ cho các sư đoàn của quân đoàn bộ binh 10 đang rút lui từ khu vực Palanga về.
Đến khoảng 22 giờ ngày 23 tháng 6, chỉ còn có Sư đoàn xe tăng 28 của Liên Xô chống chọi với Sư đoàn xe tăng 1 thuộc Quân đoàn thiết giáp 41 (Đức) và cả hai bên đều thiệt hại nặng. Đến tối, Sư đoàn xe tăng 23 mới tập trung lại được tại khu vực phụ cận Laukuva. Các đơn vị Liên Xô đều hoạt động phân tán. Nhiên liệu và đạn dược đã vơi cạn nghiêm trọng. Họ cũng không nhận được sự yểm hộ từ trên không do hầu như toàn bộ máy bay Liên Xô đậu tại sân bay Grodno đã bị quân Đức phá hủy hoặc chiếm được. Một số máy bay có sơn ngôi sao đỏ do phi công Đức điều khiển đã trút bom xuống đội hình mặt đất của quân đội Liên Xô. Và chỉ đến khi một chiếc MiG-1 bị bắn rơi gần Brest, người ta mới xác định được việc không quân Đức đã sử dụng các máy bay của Liên Xô để chống lại chính họ. Tối 24 tháng 6, Quân đoàn cơ giới 12 bị buộc phải rút lui.
Tuy nhiên, đến sáng 25 tháng 6, Bộ Tư lệnh phương diện quân Tây Bắc hạ lệnh cho quân đoàn phải tiếp tục tấn công. Sư đoàn xe tăng 28 đã tấn công vào làng Pašilė (bắc Kaltinėnai). Một số đơn vị đã thâm nhập vào sâu tuyến chiếm đóng của quân Đức, đánh thiệt hại nặng một trung đoàn cơ giới Đức và tiếp tục mở rộng tấn công trên con đường cao tốc đến Šiauliai. Các trận chiến ác liệt kéo dài trong 4 giờ. Lúc 15 giờ 00, những đơn vị còn lại của sư đoàn co cụm trong các khu rừng phía đông bắc Pašilė. Sư đoàn xe tăng 23 cũng tham gia phản công và bị tổn thất nặng. Việc chống giữ Šiauliai chỉ còn trông chờ vào Lữ đoàn pháo chống tăng 9 và Sư đoàn cơ giới 202.
Ngày 26 tháng 6, những lực lượng còn lại của Quân đoàn cơ giới 12 (Liên Xô) buộc phải rút lui sau khi đã bị tổn thất đến hơn 70% xe tăng và hơn 50% quân số. Ngày 28 tháng 6, Sở chỉ huy Quân đoàn cơ giới 12 bị quân Đức tập kích. Tư lệnh quân đoàn, N. M. Shestopalov đã bị thương nặng và bị bắt làm tù binh (ông mất tại trại giam của quân Đức ngày 2 tháng 8 năm 1941). Nhiều sĩ quan và binh sĩ Liên Xô đã bị giết trong khi sử dụng những giọt xăng dầu cuối cùng, những viên đạn cuối cùng để phá vây.
Cuộc chiến phòng thủ tại Šiauliai mặc dù có sự hợp lực của Sư đoàn cơ giới 202 nhưng bản thân sư đoàn này cũng bị tổn thất nặng do không quân Đức Quốc xã hầu như làm chủ bầu trời và liên tục không kích vào các đoàn xe tăng, cơ giới Liên Xô. Ngày 26 tháng 6, Lữ đoàn pháo chống tăng 9 đã bắn những viên đạn cuối cùng vào đoàn xe của Sư đoàn xe tăng 1 (Đức). Sư đoàn cơ giới 202 (Liên Xô) bị Sư đoàn xe tăng 6 và Sư đoàn cơ giới 36 (Đức) đánh bật khỏi thành phố. Chiều 26 tháng 6, Sư đoàn cơ giới 36 (Đức) chiếm Šiauliai.

### Trận phòng ngự Liepāja
Trong khi chủ lực của Phương diện quân Tây Bắc (Liên Xô) đang vật lộn với các sư đoàn xe tăng và bộ binh Đức tại chiến trường chính hai bên bờ sông Nemen thì Sư đoàn bộ binh 291 (Đức) do thiếu tướng Kurt Herzog chỉ huy được tăng cường 2 tiểu đoàn thủy quân lục chiến, 1 tiểu đoàn đổ bộ đường không, các đơn vị pháo binh và 1 đoàn tàu hỏa bọc thép từ Klaipėda tấn công dọc theo bờ biển lên phía Bắc đến Liepāja. Quân đội Liên Xô trên hướng này chỉ có Sư đoàn bộ binh 67 do thiếu tướng Nikolai Alekseyevich Dedayev chỉ huy, Cụm căn cứ hải quân Libava do Hạm trưởng Mikhail Sergeyevich Klevensky chỉ huy, Trung đoàn không quân 148, Phi đội 43 của Hải quân Baltic và tiểu đoàn học viên Trường Hải quân. Tại căn cứ Libava, Hạm đội Baltic có 8 tàu ngầm đang sửa chữa (trong tổng số 15 chiếc đang sửa chữa), 5 tàu phóng ngư lôi, 13 tàu quét mìn, 19 tàu vận tải, 12 khẩu đội pháo bờ biển, 1 tiểu đoàn súng máy phòng không.
Ngay trong loạt bom đầu tiên được ném xuống sân bay Liepāja lúc 3 giờ 55 phút sáng 22 tháng 6, không quân Đức đã loại khỏi vòng chiến đấu các thủy phi cơ của Phi đội 43 và phá hủy 8 máy bay chiến đấu của Trung đoàn không quân 148 (Liên Xô). Không quân Liên Xô chỉ hạ được 3 máy bay Đức và phải đổi bằng 7 chiếc bị bắn rơi trong không chiến. 4 giờ sáng, các sư đoàn bộ binh 61 và 270 (Đức) có xe bọc thép yểm hộ đã đánh bật Sư đoàn bộ binh 10 (Liên Xô) khỏi khu vực vành đai biên giới phía Đông Klaipėda và hình thành vòng vây xung quanh sư đoàn này tại khu vực giữa Kretinga và Palanga. Thiếu tướng Ivan Ivanovich Fadeev, chỉ huy sư đoàn này buộc phải đưa sư đoàn rút lui về Jelgava. Tuyến phòng thủ của Liên Xô ở phía Nam Liepāja bị vỡ một mảng lớn.
Tướng N. A. Dedayev định điều các trung đoàn bộ binh 114 và 281 tiến xuống phía Nam để chặn đánh quân Đức nhưng lúc 6 giờ cùng ngày, quân Đức đã chiếm thị trấn biên giới Palanga và bắt đầu tấn công lên phía Bắc. Tướng Kurt Herzog đưa cả hai trung đoàn bộ binh 504 và 505 lên tàu bọc thép di chuyển đến phía Nam Liepāja. Số quân còn lại và hai tiểu đoàn lính thủy đánh bộ (Đức) được chở bằng tàu biển. Từ ngoài khơi Liepāja, các chiến hạm Đức bắt đầu nã pháo vào thành phố. 9 giờ sáng 22 tháng 6, toàn bộ Hạm đội Baltic (Liên Xô) nhận được lệnh thiết lập các hàng rào mìn để bảo vệ các căn cứ hải quân từ phía biển. Các tàu ngầm được lệnh ra khơi. Tướng N. A. Dedayev hủy bỏ ý định chặn đánh quân Đức từ xa. Ông ra lệnh đặt thành phố vào tình trạng quân quản, thiết lập ba khu phòng thủ trên bộ tại phía Bắc, phía Đông, phía Nam Liepāja và thành lập lực lượng dân quân bảo vệ thành phố gồm 3 tiểu đoàn với hơn 1.500 người được huy động từ Nhà máy đóng tàu Tosmare, Nhà máy luyện kim Sarkanais Metalurgs, nhà máy than cốc Liepāja, Nhà máy đường, Xưởng gỗ và các cơ quan chính quyền thành phố. Thường dân và những người không có nhiệm vụ được di tản về Riga bằng đường sắt, đường bộ và tàu phà ven biển.
Ngày 23 tháng 6, Kurt Herzog mở cuộc tấn công đầu tiên dọc theo bờ biển vào thành phố từ phía Nam trên tuyến sông Barta nhưng không thành công. Hỏa lực pháo binh của Tiểu đoàn pháo bờ biển 27 đã chặn đứng Trung đoàn 506 (Đức) trên tuyến sông này. Chiều 23 tháng 6, các trung đoàn bộ binh 504, 505 (Đức) đánh vòng sang các thị trấn Priekulė và Grobiņa để chiếm các bàn đạp tấn công thành phố từ phía Đông. Chiều 23 tháng 6, Đô đốc Vladimir Filipovich Tributz, tư lệnh Hạm đội Baltic ra lệnh di chuyển các tàu pháo, tàu phóng lôi, tàu ngầm ra khỏi cảng Liepāja, hình thành một tuyến bảo vệ ngoài khơi cách bờ biển khoảng 10 km. Trong hành lang đó, các tàu vận tải di chuyển về cảng Ventspils và về Riga. Trong quá trình di chuyển, 8 tàu vận tải và 1 tàu chở dầu đã bị không quân Đức đánh đắm. Các tàu ngầm M-78 của Hạm đội Baltic đã làm nổ tung 2 pháo hạm của quân Đức.
Sáng 24 tháng 6, quân Đức mở một cuộc oanh tạc lớn vào quân cảng và cảng hàng hải Liepāja. Cả thành phố rung chuyển vì các vụ nổ lớn. Tàu khu trục "Lenin" bị trúng bom tại cảng và hỏng nặng. Hạm trưởng bậc 1 M. S. Klevensky, chỉ huy căn cứ hải quân Libava buộc phải cho nổ tung con tàu này. Cuối ngày, các Trung đoàn bộ binh 56 và 281 (Liên Xô) với sự yểm hộ của Trung đoàn pháo binh 242 (Liên Xô) đã mở cuộc phản kích tại phía Đông thành phố, quân Đức bị đẩy lùi về khu rừng Ilgskom. Một cuộc phản kích khác cũng được Trung đoàn bộ binh 114 (Liên Xô) và Tiểu đoàn hải quân đánh bộ 32 thuộc Hạm đội Baltic tiến hành tại khu vực Grobiņa nhưng không thành công. Quân Đức có đoàn tàu bọc thép và máy bay yểm hộ đã đẩy lùi Trung đoàn 114 về vị trí xuất phát. Tình hình phòng thủ Liepāja của quân đội Liên Xô xấu đi do các tiểu đoàn thủy quân lục chiến (Đức) đã đánh vòng lên bờ biển phía Bắc thành phố, đe dọa bao vây Liepāja từ ba phía.
Trong các ngày 25 và 26 tháng 6, Liepāja tiếp tục hứng chịu các đợt không kích nặng nề của không quân Đức, một số đường phố như Aldar, Graud Vitol, Brivzemnieka, Helnaz đã trỏ thành những đống đổ nát. Sư đoàn bộ binh 291 Đức vừa gia tăng sức ép lên các tuyến phòng thủ trên cả ba hướng Bắc, Đông và Nam vừa uy hiếp cảng Ventspils lúc này chỉ có những đội trắc vệ mỏng yếu của hải quân đánh bộ bảo vệ. Mặc dù Hạm đội Baltic đã sử dụng tối đa lực lượng tàu ngầm và tàu vận tải tiếp tế cho Sư đoàn bộ binh 67 (Liên Xô) và các đơn vị bảo vệ thành phố nhưng tình hình ngày một xấu đi nghiêm trọng. Ngày 26 tháng 6, Sư đoàn cơ giới 36 được điều động từ thê đội 2 của Tập đoàn quân 18 bắt đầu tấn công từ Mažeikiai vào tuyến phòng thủ phía Đông thành phố, đánh chiếm thị trấn Priekulė, một vị trí then chốt trong tuyến phòng thủ phía Đông Liepāja của quân đội Liên Xô. Phía sau Priekulė, Sư đoàn 67 chỉ còn tiểu đoàn học viên Trường Bộ binh Riga đang thực tập tại Liepāja hầu như chỉ có vũ khí bộ binh cá nhân là lực lượng dự bị cuối cùng.
Việc quân Đức đột nhập vào thành phố chỉ còn là vấn đề thời gian. Hồi 6 giờ ngày 27 tháng 6, đại tá V. M. Bobovich, tham mưu trưởng Sư đoàn 67 nắm quyền chỉ huy sư đoàn thay thiếu tướng N. V. Dedayev tử trận ngày 25 tháng 6 đã ra lệnh triệt thoái khỏi Liepāja. Cánh quân trên bộ gồm Trung đoàn bộ binh 114, 4 tiểu đoàn bộ binh còn lại của các trung đoàn 56, 281 và các đơn vị khác đột kích lên phía Bắc dọc theo bờ biển hường về căn cứ hải quân Ventspils. Hơn 2.000 người bị thương trong bệnh viện Liepāja được đưa lên tàu cứu thương "Vieniba" có treo cờ chữ thập đỏ sơ tán về Riga bằng đường biển. Các khẩu đội pháo bờ biển đã bắn đi 10 viên đạn cuối cùng mở màn cho cuộc rút quân trước khi đặt chất nổ phá hủy các khẩu pháo. Một số nhóm dân quân Komsomol ở lại thành phố để cản hậu quân Đức. Cuộc rút quân diễn ra không thành công. Phần lớn đội hình trên bộ liên tục bị quân Đức tập kích vào bên sườn và trên không và bị tổn thất lớn. Các đại tá M. Buka, Ya. Zars, V. M. Bobovich (chỉ huy Sư đoàn 67), đại tá A. A. Tomilov, trưởng phòng đào tạo Trường bộ binh Riga đều tử trận. Trung đoàn 114 và tàn quân của các trung đoàn còn lại của Sư đoàn 67 không đủ sức để giữ Ventspils mà còn phải rút lui sâu hơn nữa về hướng Riga và liên lạc được với chủ lực Tập đoàn quân 8 tại Tukums. Tàu bệnh viện "Vieniba" cũng không đi thoát. Nó bị không quân Đức đánh chìm vào sáng 27 tháng 6 khi vừa rời khỏi cảng Liepāja. Chỉ có 15 người trên tàu thoát chết.
Trong các ngày 28 và 29 tháng 6, các nhóm Komsomol ở lại Liepāja vẫn tiếp tục chiến đấu trên các con phố. Tuy nhiên, với binh lực áp đảo, Sư đoàn 291 (Đức) đã hoàn thành thành phố việc đánh chiếm thành phố vào cuối buổi chiều ngày 29 tháng 6. Chỉ huy các nhóm Komsomol gồm chính trị viên A. Dundurs và đại úy B. A. Solovyov bị quân Đức xử bắn ngay sau khi bắt được cùng nhiều binh sĩ Liên Xô khác. Thành phố Liepāja bị tàn phá nặng nề. 170 ngôi nhà bị phá hủy hoàn toàn. 450 ngôi nhà khác bị hư hại. Quân Đức chiếm được quân cảng Libava nhưng nó gần như rỗng không. Các tàu ngầm và tàu nổi đã được sơ tán về Riga và Tallinn (không kể những chiếc bị đánh chìm).

### Trận phòng ngự Riga

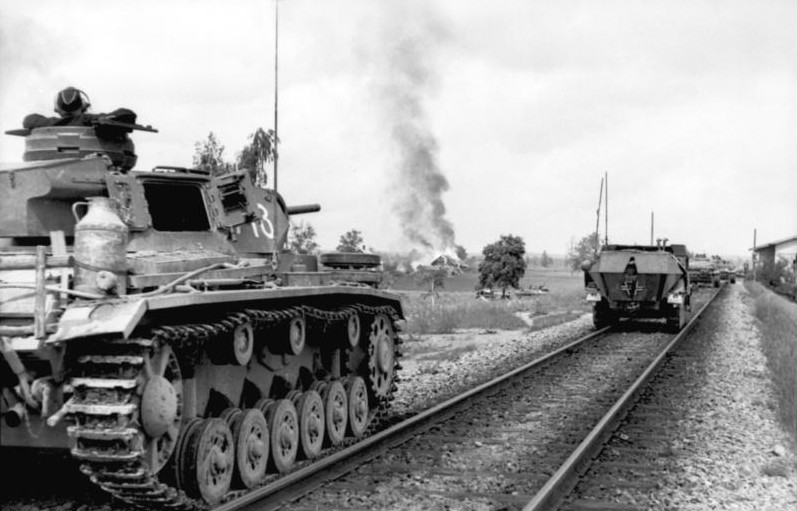
Quân đoàn xe tăng 56 (Đức) tấn công trên hướng Riga

Sự thất bại của các cuộc phản công do các quân đoàn cơ giới 3 và 12 (Liên Xô) thực hiện tại các khu vực Kėdainiai, Šiauliai và cuộc phòng thủ thất bại của Sư đoàn bộ binh 67 (Liên Xô) tại Liepāja đã đặt thành phố Riga trong tình thế bị uy hiếp nặng nề. Sau khi chiếm Liepāja và Ventspils, Sư đoàn bộ binh 291 và Sư đoàn cơ giới 36 (Đức) tự do di chuyển đến phía Đông và phía Nam Riga dọc theo các con đường sắt Ventspils - Riga và Liepāja - Jelgava. Các quân đoàn bộ binh 26 và 38 (Đức) cũng bẻ gãy sức kháng cự của các sư đoàn bộ binh 10, 11, 48, 90 và 125 để tiến ra tuyến sông Tây Dvina. Tình hình bên cánh trái Phương diện quân Tây Bắc (Liên Xô) còn nghiêm trọng hơn. Ngày 26 tháng 6, Quân đoàn xe tăng 41 và Quân đoàn xe tăng 56 như hai mũi khoan thép đã đột nhập qua Panevėžys đến Subačius, nơi đóng sở chỉ huy Phương diện quân. Tướng F. I. Kuznetsov buộc phải rút sở chỉ huy sang hữu ngạn sông Tây Dvina. Ngày 28 tháng 6, Quân đoàn xe tăng 56 (Đức) chiếm Daugavpils, Quân đoàn xe tăng 41 (Đức) chiếm Krustpils, tạo lập một đầu cầu lợi hại trên bờ Đông sông Tây Dvina, đe dọa đánh vào sau lưng phòng tuyến sông Tây Dvina của quân đội Liên Xô.
Sau các trận phản công thất bại của các quân đoàn cơ giới 3 và 12, Phương diện quân Tây Bắc (Liên Xô) hầu như không còn các đơn vị xe tăng đủ sức chiến đấu. Ngày 26 tháng 6, STAVKA điều động Quân đoàn cơ giới 21 từ Quân khu Moskva đi tăng cường cho Phương diện quân Tây Bắc. Trong khi quân đoàn này phải mất hai ngày để có thể đến được tuyến sông Tây Dvina thì chiều ngày 28 tháng 6, các sư đoàn xe tăng 8 và cơ giới 3 thuộc Quân đoàn xe tăng 56 (Đức) đã vượt sông Tây Dvina tại Daugavpils, hình thành một bàn đạp tấn công thứ hai bên hữu ngạn con sông này. Kế hoạch dựng phòng tuyến trên sông Tây Dvina của quân đội Liên Xô có nguy cơ phá sản. Tướng F. I. Kuznetsov phải điều Tập đoàn quân 27 của tướng N. E. Berzarin (chỉ có 4 sư đoàn bộ binh) từ Riga xuống chặn kích Quân đoàn xe tăng 41 (Đức) tại Krustpils trong khi Quân đoàn cơ giới 21 vừa từ Moskva đến buộc phải đổ quân xuống nhà ga Rēzekne và tiến xuống chặn kích tại phía Bắc Daugavpils. Quân đội Liên Xô phòng thủ tại Riga chỉ còn lại những đơn vị đã bị thiệt hại nặng của các sư đoàn bộ binh 67 (1/4 quân số ban đầu), 10, 23, 90 (mỗi sư đoàn chỉ còn lại 1/3 quân số ban đầu). Riêng Sư đoàn cơ giới 22 NKVD vẫn còn đủ quân số và các xe bọc thép, xe mô tô.
Ngày 27 tháng 6, Hạm đội Baltic đã rút các tàu ngầm và tàu chiến khỏi cảng Riga. Tàu vận tải "Mariampol" được công binh hải quân đánh chìm tại cửa sông Tây Dvina để khóa cửa sông. Một tuyến thủy lôi cũng được rải thành một vòng cung trên vịnh Riga cách thành phố từ 8 đến 10 km để ngăn hải quân Đức đột nhập từ hướng biển. Tại cảng Riga chỉ còn lại 18 tàu của Liên Xô đang ở trên bờ để sửa chữa, 16 tàu vận tải, 8 tàu kéo và một số tàu vớt mìn đã được sơ tán về Tallinn.
Ngày 28 tháng 6, Quân đoàn bộ binh 26 (Đức) bắt đầu tấn công vào Sư đoàn bộ binh 10 (chỉ còn lại Trung đoàn 62 đủ sức chiến đấu) và đánh bật Sư đoàn này sang bờ Bắc sông Tây Dvina. Sư đoàn bộ binh 67 (chỉ còn lại trung đoàn 144) đã quá suy yếu không thể cản được cuộc tấn công của ba sư đoàn bộ binh Đức. Thành phố Riga bị không quân Đức dội bom liên tục trong ngày và bốc cháy dữ dội. Sau khi đánh chiếm khu Tây thành phố, quân Đức bắc cầu phao tại khu vực Kamennog (nay là nơi có cây cầu Kamenogo) và đột nhập sang khu Đông thành phố. Ở phía Nam Riga, quân Đức cũng vượt sông Tây Dvina tại khu vực pháo đài Bauska và Ikšķile. Ngày 29 tháng 6, đã nổ ra các trận tao ngộ chiến giữa Sư đoàn bộ binh 61 (Đức) với quân Liên Xô tại khu vực chợ trung tâm thành phố. Quân đội Liên Xô không chỉ phải chống lại quân Đức mà còn bị những người của lực lượng bán vũ trang Aizsargi (một tổ chức dân quân Latvia bị giải thể ngày 23 tháng 6 năm 1940) bắn vào sau lưng. Ngày 30 tháng 6, các quân 26 và 38 Đức đồng loạt vượt sông Tây Dvina, buộc Tập đoàn quân 8 (Liên Xô) phải rút khỏi phòng tuyến sông Tây Dvina lên phía Bắc, lập tuyến phòng thủ mới tại khu vực Pärnu - Viljandi - Tartu để bảo vệ Tallinn.

### Trận phản công tại Daugavpils
Nhiệm vụ ban đầu được STAVKA giao cho tướng D. D. Lelyushenko là sử dụng Quân đoàn cơ giới 21 gồm 98 xe tăng và 129 pháo các loại phối hợp với Sư đoàn đổ bộ đường không 5 và Cụm đặc nhiệm do trung tướng S. D. Akimov (gồm các trung đoàn xe tăng còn lại của Quân đoàn cơ giới 12) khôi phục tại tình hình trên bờ Tây sông Tây Dvina. Tuy nhiên, quân đội Đức Quốc xã đã đi trước quân đội Liên Xô một bước. Sau khi đánh chiếm Kaunas ngày 24 tháng 6, Quân đoàn xe tăng 56 và Quân đoàn bộ binh 2 (Đức) nhanh chóng cơ động theo hướng Đông Bắc dọc theo con đường nhựa đi Daugavpils. Ngày 25 tháng 6, Quân đoàn xe tăng 56 phải mất một ngày để vượt qua sức kháng cự của Sư đoàn bộ binh 23 và Lữ đoàn pháo chống tăng 10 bảo vệ Ukmergė. Sau khi bị mất hơn 40 xe tăng và xe bọc thép, Quân đoàn xe tăng 56 (Đức) đã đè bẹp sức kháng cự của Sư đoàn Bộ binh 23 (Liên Xô) và tăng tốc độ hành quân. 8 giờ sáng ngày 26 tháng 6, Quân đoàn xe tăng 56 và Quân đoàn bộ binh 2 (Đức) đã có mặt ở Daugavpils và chiếm lĩnh hai cây cầu qua sông gần như còn nguyên vẹn. Sư đoàn cơ giới 3 và Sư đoàn cơ giới SS "Đầu lâu" được điều từ thê đội 2 lên thê đội 1, nhanh chóng vượt sông và đánh chiếm một đầu cầu rộng lớn từ Jēkabpils, phía Bắc Daugavpils đến Krāslava.
Ngày 27 tháng 6, nhận được tin xe tăng Đức đã ở hữu ngạn sông Tây Dvina, Bộ Tổng tham mưu Liên Xô lập tức ra lệnh cho tướng D. D. Lelyushenko hủy bỏ nhiệm vụ phòng thủ tại Ukmergė lúc này đã nằm sâu trong phòng tuyến của quân Đức. Quân đoàn cơ giới 21 có nhiệm vụ đẩy lùi quân Đức trở tại tả ngạn sông Tây Dvina và sau đó, phối hợp với Cụm đặc nhiệm của tướng S. D. Akimov vượt sông, đánh bật quân Đức khỏi Daugavpils. Tuy nhiên, do không nhận được thông tin về chiến dịch phối hợp, sáng 27 tháng 6, tướng S. D. Akimov đã huy động cụm đặc nhiệm của mình và Sư đoàn đổ bộ đường không 5 lao vào cuộc phản công sớm chống lại Sư đoàn xe tăng 8 và Sư đoàn bộ binh 290 (Đức) ở phía Đông Daugavpils, trên tả ngạn sông Tây Dvina. Cùng thời điểm đó, Quân đoàn cơ giới 21 còn đang đổ quân tại nhà ga Rēzekne, cách Daugavpils 35 km về phía Đông Bắc. Cuộc phản công thất bại, Cụm đặc nhiệm của tướng S. D. Akimov bị thiệt hại nặng nề và phải rút sang hữu ngạn sông Tây Dvina.
Ngày 28 tháng 6, Quân đoàn cơ giới 21 buộc phải đưa từng sư đoàn vào giao chiến tại Đông Bắc Daugavpils mà không thể tập hợp đầy đủ đội hình của quân đoàn do thời gian quá gấp gáp. Nhưng do vị trí hiểm yếu của Daugavpils nằm ở nơi tiếp giáp giữa Phương diện quân Tây Bắc và Phương diện quân Tây, việc chiếm lại Daugavpils có ý nghĩa quan trọng đối với ý đồ ổn định mặt trận phía Tây và Tây Bắc. Mặc dù chỉ có hơn 10 xe tăng T-34 và vài chiếc KV-1 nhưng các tiểu đoàn xe tăng của các thiếu tá Egorov và Moskalyov thuộc Sư đoàn xe tăng 46 do đại tá Koptsov vẫn xông vào cuộc chiến. Các xe tăng Pz-III và Pz-IV của quân Đức dễ dàng đốt cháy hơn chục chiếc BT-7 và T-26 nhưng không thể khuất phục được mấy chiếc KV-1 và T-34. Chiều 28 tháng 6, Sư đoàn xe tăng 46 (Liên Xô) đã đẩy lùi Sư đoàn cơ giới 3 về bên kia sông Tây Dvina. Quân Đức để lại trên trận địa 13 xe tăng và quân số khoảng 1 tiểu đoàn bộ binh. Trên cánh trái, Sư đoàn bộ binh cơ giới 185 cũng tấn công vào Sư đoàn cơ giới SS "Totenkorf" nhưng không đạt được mục tiêu cuối cùng. Sư đoàn này bị Sư đoàn cơ giới SS "Totenkorf" chặn đứng khi chỉ còn cách Daugavpils 15 đến 20 km về phía Đông.
Ngày 29 tháng 6, Sư đoàn xe tăng 42 đã tập hợp đầy dủ đội hình và bước vào cuộc chiến ở phía Bắc Daugavpils hơn 20 km. Tướng Erich von Manstein phải điều Sư đoàn xe tăng 8 vượt sông sang thay thế cho Sư đoàn cơ giới 3 đã mất sức chiến dấu. Ngay khi vừa sang sông, sư đoàn này đã có trận tao ngộ chiến với Trung đoàn xe tăng 91 do Lữ đoàn trưởng bậc 2 Ivan Pavlovich Sereda chỉ huy và Trung đoàn xe tăng 45 do thiếu tá P. M. Goryanov chỉ huy. Kết quả trận tao ngộ chiến trên đầu cầu đường sắt phía Bắc Daugavpils bất phân thắng bại. 52 xe tăng Đức bị bắn cháy, 59 pháo và 58 súng cối bị thu giữ hoặc phá hủy, khoảng 2.500 quân Đức bị loại khỏi vòng chiến, trong đó có 600 người bị bắt làm tù binh. Quân đội Liên Xô cũng phải trả giá không nhỏ với hơn 40 xe tăng bị phá hủy, hàng nghìn người chết và bị thương. Trong khi Quân đoàn cơ giới 21 (Liên Xô) tổn thất khoảng 50% binh lực thì Quân đoàn cơ giới 56 (Đức) vẫn còn hơn 200 xe tăng và xe bọc thép đang hoạt động tốt. Tuy nhiên, tướng Erich von Manstein đã phải dừng cuộc đột kích của Quân đoàn xe tăng 56 (Đức). Trong cuốn hồi ký sau chiến tranh, Erich von Manstein thừa nhận:
| “                     | Sức đề kháng của đối phương ngày một tăng lên với nhiều tuyến phòng thủ được tổ chức một cách có hệ thống hơn sau những ngày đầu của cuộc chiến. | ” |
| — Erich von Manstein. | |   |

Thành công tạm thời của Quân đoàn xe tăng 21 (Liên Xô) vẫn không thể làm thay đổi tình thế mặt trận Tây Bắc. Từ ngày 1 đến ngày 3 tháng 7, thống chế Wilhelm Ritter von Leeb tập trung Quân đoàn xe tăng 41, các quân đoàn bộ binh 10, 28 và 38 chọc thủng phòng tuyến sông Tây Dvina của quân đội Liên Xô tại 3 vị trí dọc sông từ Pļaviņas qua Jēkabpils đến Līvāni và đột kích lên hướng Pskov. Trước nguy cơ bị hở sườn, Quân đoàn cơ giới 21 (Liên Xô) buộc phải bỏ dở cuộc phản công vào Daugavpils và rút về phía sau, cùng với các sư đoàn bộ binh 112, 181 và Sư đoàn cơ giới 153 lập tuyến phòng thủ mới từ Kārsava qua Rēzekne, Dagda đến Krāslava.

### Trận phòng ngự Pskov
Trận phòng ngự Pskov là trận đánh lớn cuối cùng trong chuỗi trận đánh của Chiến dịch phòng thủ chiến lược vùng Pribaltic. Sau khi đánh bại Phương diện quân Tây Bắc (Liên Xô) trong các trận hội chiến biên giới, ngày 2 tháng 7 năm 1941, quân đội Đức Quốc xã tiếp tục tấn công. Lực lượng đột kích chủ yếu của Cụm tập đoàn quân Bắc là Tập đoàn quân xe tăng 4 do tướng Erich Hoepner chỉ huy với 3 sư đoàn xe tăng và 3 sư đoàn cơ giới đã triển khai đòn tấn công vào Rēzekne và hướng đến khu vực Ostrov - Pskov trên biên giới Nga - Estonia.
Ngay từ ngày 25 tháng 6, Phương diện quân Tây Bắc đã được Bộ tổng tư lệnh quân đội Liên Xô tăng viện Quân đoàn bộ binh của thiếu tướng I. S. Kosobutski gồm ba sư đoàn bộ binh và Quân đoàn cơ giới 1 do thiếu tướng M. L. Cherniavsky chỉ huy với nhiệm vụ phòng thủ hướng Pskov. Tuy nhiên, nhiều đơn vị của các quân đoàn này vẫn chưa đến khu vực chiến sự. Tiếp cận chiến trường đầu tiên là Sư đoàn bộ binh 111 đến từ Yaroslavl và Sư đoàn bộ binh 118 đến từ Kostroma. Các chuyến xe lửa đầu tiên chở sư đoàn bộ binh 235 của quân đoàn 41 theo dự kiến phải đến ngày 5 tháng 7 mới tới nơi. Kết quả là ngày 3 tháng 7, cánh quân xe tăng Đức đã đi trước quân đội Liên Xô, đánh chiếm Rēzekne, chia cắt tập đoàn quân 8 với tập đoàn quân 27 (Liên Xô). Trong đó, địa đoạn Ostrov - Pskov là nơi xung yếu nhất.
Ngày 4 tháng 7, Sư đoàn xe tăng 1, đơn vị đi đầu của tập đoàn quân xe tăng 4 (Đức) đã tấn công Ostrov và đánh chiếm các cứ điểm trong khu phòng ngự này. Phương diện quân Tây Bắc, tướng P. P. Sobelnikov yêu cầu Trung đoàn bộ binh độc lập 1 của Quân đoàn bộ binh 41 và Sư đoàn cơ giới 3 (thiếu 1 trung đoàn bộ binh cơ giới) thuộc Quân đoàn cơ giới 1 đã đến mặt trận phải phản kích ngay để khôi phục tình hình. Qua điện thoại với tư lệnh quân đoàn bộ binh 41 I. S. Kosobutski; tham mưu trưởng mới của phương diện quân, trung tướng N. F. Vatutin (nguyên Phó tổng tham mưu trưởng quân đội Liên Xô) đã yêu cầu:
| “               | Muốn ngăn chặn địch thì không được để cho chúng vượt sông. Phải cố gắng đánh địch trong mọi tình huống để loại trừ nguy cơ đó. Hãy nhớ rằng, nhiệm vụ tiêu diệt kẻ thù được giao cho cá nhân đồng chí, và đồng chí hoàn toàn tự chịu trách nhiệm. Để thực hiện lệnh này, đồng chí hãy trả lời bằng cái đầu của mình. | ” |
| — N. F. Vatutin | |   |

Ngày 5 tháng 7, quân đội Liên Xô phản công và lấy lại được Ostrov nhưng ngay ngày hôm sau, các sư đoàn xe tăng 1 và 6 (Đức) đã đẩy lùi cuộc phản công này, thậm chí còn mở rộng tấn công về hướng Pskov. Mãi đến chiều ngày 6 tháng 7, sư đoàn bộ binh 235 mới đến chiến trường. Ngày 7 tháng 7, quân đội Liên Xô tiếp tục phản kích nhưng không thành công. Việc tung từng sư đoàn quân Liên Xô ra chặn kích chỉ làm cho quân Đức dễ dàng "bẻ đũa từng chiếc". Đêm ngày 7 tháng 7, Bộ tư lệnh Phương diện quân Tây Bắc quyết định rút các lực lượng của mình khỏi Pskov.
Ngày 8 tháng 7, đã xảy ra một sự nhầm lẫn tai hại bắt đầu từ việc thiếu kiểm tra và quy định các tuyến rút quân tại quân đoàn cơ giới 12 và các đơn vị hậu vệ của các tập đoàn quân 8 và 27. Việc để cho các đơn vị thất trận liên tục rút qua trận địa phòng ngự của Quân đoàn bộ binh 41 đã làm cho nhiều binh sĩ của đơn vị này hoang mang và mất tinh thần. Sự việc càng trầm trọng hơn do không quân Đức liên tục tiến hành các đợt oanh kích vào các đoàn quân Liên Xô đang rút lui. Các tuyến đường giao thông bị máy bay cường kích Đức khống chế, gây khó khăn cho việc tiếp tế vũ khí, đạn dược, lương thực cho các đơn vị đang chiến đấu.
Ngay trong buổi sáng ngày 8 tháng 7, quân Đức đã vượt sông và bám trụ được trên bờ bắc sông Cheryokha và mở rộng căn cứ bàn đạp sang khu vực ngoại ô phía nam Pskov. Chỉ huy sư đoàn bộ binh 118, thiếu tướng N. M. Glovatsky yêu cầu cho quân của mình đi ngang qua trận tuyến nhưng tư lệnh quân đoàn 41, thiếu tướng I. S. Kosobutski không chấp nhận. Điều đó đã khởi đầu cho một cuộc rút quân hỗn loạn qua các cây cầu ở Pskov mà không được chuẩn bị trước. Trên bờ tây sông Cheryokha, các sư đoàn 111, 118 và một phần sư đoàn 25 bị thiệt hại lớn về người và phương tiện. Những bộ phận còn lại của các đơn vị này đã được sáp nhập vào quân đoàn bộ binh 41 và được ném ngay trở lại mặt trận trên khu vực Gdov (sư đoàn bộ binh 118) và Luga (các sư đoàn 111, 25 và lữ đoàn bộ binh 90). Ngày 9 tháng 7, quân Đức chiếm Pskov. Điều đó có nghĩa là Cụm Tập đoàn quân Bắc (Đức) đã có thêm một căn cứ bàn đạp quan trọng để chuẩn bị cho cuộc tấn công Leningrad.
Vì để mất Pskov, thiếu tướng N. M. Glovatsky bị tòa án binh kết án tử hình và bị xử bắn ngày 3 tháng 8 năm 1941, thiếu tướng I. S. Kosobutski, tư lệnh Quân đoàn bộ binh 41 bị xử án tù 10 năm, đến tháng 10 năm 1942 được phục hồi, trở lại tham gia chiến đấu và được phong quân hàm trung tướng năm 1944. Trưởng phòng kỹ thuật quân sự của Quân đoàn bộ binh 41, kỹ sư quân sự bậc 2 Golovlev cũng bị xử bắn trong tháng 7 theo bản án của tòa án quân sự Phương diện quân Tây Bắc.

## Hoạt động của không quân trong các chiến dịch

### Không quân Đức quốc xã làm chủ bầu trời Pribaltic
Sát trước chiến tranh, Quân khu đặc biệt Pribaltic sở hữu một lực lượng không quân đáng kể gồm các sư đoàn không quân hỗn hợp 4, 6, 7, 8, Sư đoàn không quân ném bom 57, các trung đoàn máy bay vận tải 21 và 312 được trang bị khoảng 1.200 máy bay các loại. Hạm đội Baltic cũng có một lực lượng không quân khá mạnh gồm các lữ đoàn không quân 8 (ném bom), 10 (hỗn hợp), 61 (tiêm kích), 2 trung đoàn không quân trinh sát, liên lạc, vận tải, 7 đại đội thủy phi cơ và 1 lữ đoàn đổ bộ đường không, được trang bị 656 máy bay, trong đó có 172 máy bay ném bom.
Tuy nhiên, trang bị của không quân của mặt đất và không quân của hải quân Liên Xô thời kỳ này khá lạc hậu. Trong số hơn 1.200 máy bay của 5 sư đoàn không quân chỉ có hơn 200 chiếc MiG-3, Yak-1, IL-2, Pe-2 và Tu-1. Số còn lại là các máy bay chế tạo từ những năm 1933-1936 như các máy bay tiêm kích loại hai tầng cánh I-5, I-15, loại 1 tầng cánh I-16; các máy bay ném bom loại hai tầng cánh I-4, ANT-3, loại một tầng cánh TB-1 (ANT-4), TB-3 (ANT-6) bay êm nhưng chậm chạp và hầu như không có hỏa lực phòng thủ. Những máy bay này không thể là đối thủ của các máy bay tiêm kich hiện đại của nước Đức Quốc xã như Me-109, He 100, He 112, Fokker G.I cũng như các máy bay ném bom Me-110, Ju-87, Ju-88, He-111, Fw 200. Không quân của hạm đội Baltic chủ yếu sử dụng loại máy bay tiêm kích hai tầng cánh I-5, I-15, I-153, máy bay ném bom ANT-3, TB-1 và cả máy bay đưa thư Po-2. Hải quân hạm tàu của Hạm đội Baltic có 62 chiếc thủy phi cơ Sch-2 và MBR-2. Một số ít máy bay I-16 đã được đưa vào sử dụng nhưng đội ngũ phi công của hạm đội vẫn chưa thể sử dụng thành thạo loại máy bay mới này.
Vào thời điểm bắt đầu cuộc chiến, không quân của Phương diện quân Tây Bắc (Liên Xô) đã không kịp chuyển cấp chiến đấu, không kịp phân tán máy bay tại các sân bay chính ra các sân bay dự bị, không kịp ngụy trang và chuẩn bị kỹ thuật để cất cánh; do đó, đã trở thành mục tiêu cho các trận oanh tạc lớn của không quân Đức Quốc xã. Ngay trong các trận không kích đầu tiên từ 3 giờ 50 phút sáng 22 tháng 6 năm 1941, các sân bay gần biên giới như Grodno, Šiauliai, Vilnius, Kaunas, Lida, Jelgava cũng như các sân bay ở sâu trong địa bàn quân khu như Riga, Daugavpils, Molodechno và Tallinn đều đồng loạt bị tấn công. Hàng dãy máy bay, chủ yếu là các máy bay kiểu mới) đậu trên các đường lăn nối tiếp nhau trúng bom, bắt lửa và bốc cháy. Chỉ sau ba ngày liên tục dội bom, không quân Đức Quốc xã đã phá hủy 921 máy bay Liên Xô, chiếm 76% số lượng máy bay của không quân thuộc Phương diện quân Tây Bắc (Liên Xô). Các đường băng bị phá hỏng làm cho các phi công Liên Xô phải cất cánh trong những điều kiện rất khắc nghiệt. Nhiều máy bay Liên Xô đang tăng tốc chưa kịp rời khỏi mặt đất đã bị không quân Đức bắn rơi. Các phi công Liên Xô phải chấp nhận các trận không chiến có so sánh lực lượng áp đảo thuộc về không quân Đức Quốc xã với tỷ lệ 1:6 đến 1:7. Thiếu máy bay tiêm kích yểm hộ, các máy bay ném bom chậm chạp của không quân Liên Xô tại vùng Baltic đã trở thành cô độc và nhanh chóng bị các máy bay tiêm kích Đức loại khỏi vòng chiến.
Trong thế bị động, không quân của Phương diện quân Tây Bắc và không quân của Hạm đội Baltic vẫn tìm cách giáng trả đối phương. Ngày 23 tháng 6, Sư đoàn không quân ném bom 57 tổ chức 5 tốp máy bay ném bom Warszawa, các hải cảng Klaipėda (Memel), Königsberg và Danzig. Ngày 25 tháng 6, sau khi Phần Lan tuyên chiến với Liên Xô, không quân của Hạm đội Baltic đã ném bom Helsinki, thành phố Tampere và cảng Turku của Phần Lan. Ngày 6 tháng 7, không quân của Hạm đội Baltic tổ chức một trận chiến không đối hải lớn, phối hợp với tuần dương hạm Marsim Gorky đánh chìm một tàu khu trục Đức tại vùng biển ngoài khơi cảng Ventspils. Tuy nhiên, vì để xảy ra những tổn thất quá lớn, ngày 29 tháng 6, trung tướng A. P. Yonov, tư lệnh không quân của Phương diện quân Tây Bắc bị cách chức. Thay thế ông là thiếu tướng Ivan Petrovich Zhuravlev, phó tư lệnh không quân của Phương diện quân.

### Không quân hạm đội Baltic không kích Berlin

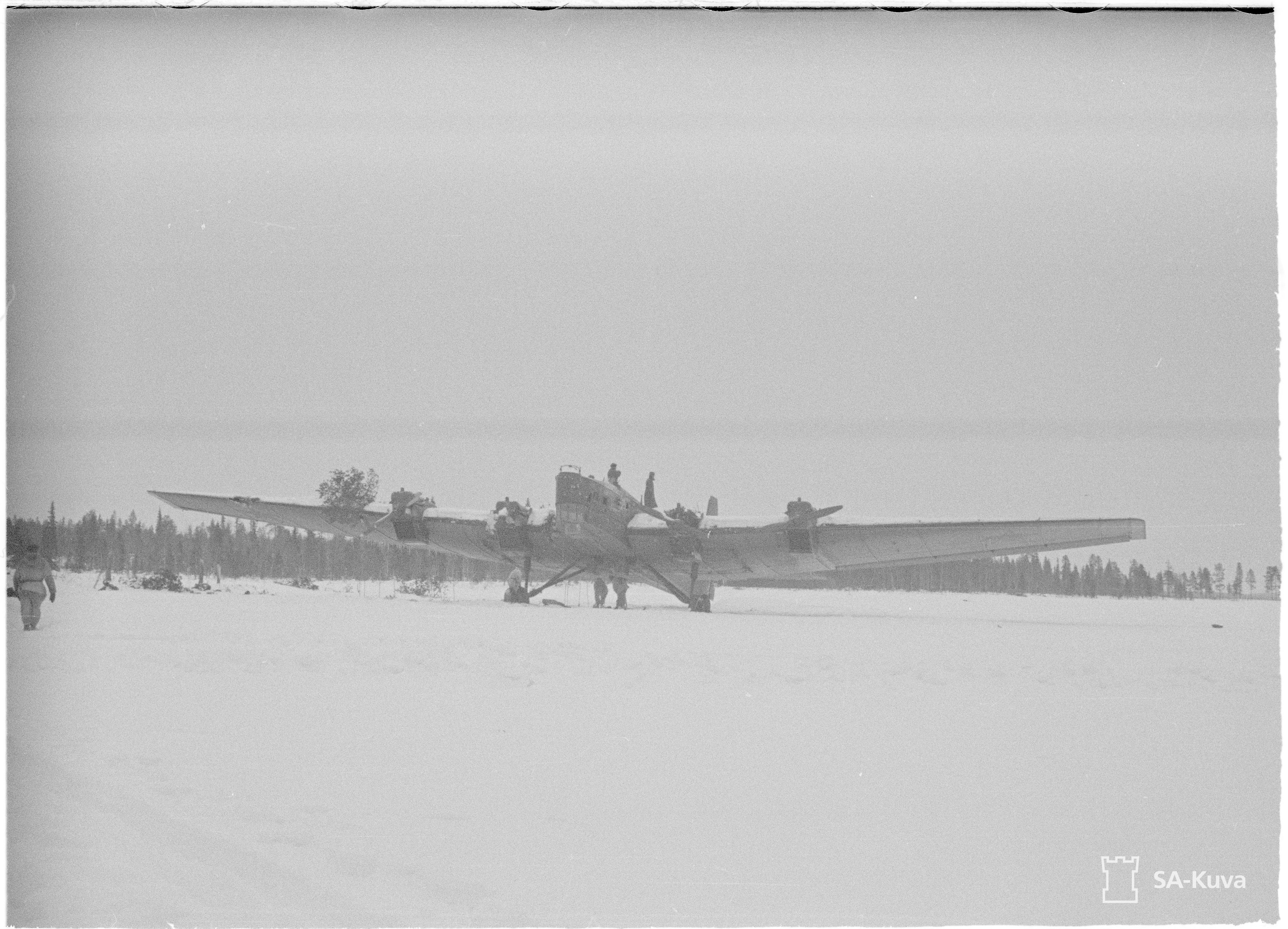
Máy bay ném bom DB-3 (phiên bản dùng cho hải quân của TB-3)

Ngày 31 tháng 7 năm 1941, Bộ tổng tư lệnh tối cao Liên Xô đã ra một quyết định bất ngờ: sử dụng không quân của Hạm đội Baltic phối hợp với không quân ném bom tầm xa mở cuộc không kích vào Berlin, thủ đô của nước Đức Quốc xã để trả đũa đối với các cuộc oanh tạc của không quân Đức Quốc xã vào Moskva. Kế hoạch được mang tên mật là "Chiến dịch B". Do các sân bay trên đất liền gần biên giới đều bị quân đội Đức đánh chiếm và Cụm tập đoàn quân Trung tâm (Đức) đang giao chiến với Phương diện quân Tây (Liên Xô) tại cửa ngõ Smolensk, STAVKA quyết định sử dụng không quân của Hạm đội Baltic tại căn cứ trên đảo Saaremaa và căn cứ Hanko phối hợp với không quân chiến lược tầm xa thực hiện nhiệm vụ này. Ngày 2 tháng 8 năm 1941, 45 máy bay ném bom DB-3F (phiên bản TB-3 dùng cho binh chủng không quân của quân chủng hải quân) và IL-4 đã được tập kết tại các căn cứ Kogula trên đảo Saaremaa. Hanko là căn cứ dự bị phía sau. 15 tổ lái, mỗi tổ gồm 5 phi công: Lái chính, hoa tiêu, hoa tiêu ném bom, xã thủ và kỹ thuật cơ khí trên không của Bộ Tư lệnh không quân chiến lược tầm xa được điều đến phối hợp với 30 tổ lái của không quân hạm đội Baltic. Các phi công Liên Xô phải tiến hành các phi vụ ném bom vào ban đêm trong điều kiện không có không quân tiêm kích yểm hộ trên tuyến đường bay khứ hồi có tổng chiều dài 1.740 km từ Kogula đến Berlin và quay về, trong đó có khoảng 1.400 km bay trên biển.
Đêm 6 tháng 8, tổ lái máy bay không số gồm lái chính: đại tá Yevgeni Nikolayavich Preobrazhensky, hoa tiêu: đại úy P. I. Khokhlov, hoa tiêu cắt bom: đại úy A. Ya. Efremov, xạ thủ: trung sĩ Rudakov và kỹ thuật viên trên không: đại úy V. A. Koleshnichenko thực hiện chuyến bay trinh sát dò đường. Chiếc DB-3 xuất phát từ Kogula bay dọc bờ biển Baltic đến Stettin, ngoặt theo hướng Nam đến Berlin và cắt bom rồi quay ra hướng Bắc, đến đảo Bornholm của Đan Mạch thì ngoặt về phía Đông. Các mốc chuẩn được xác định tại đảo Gotland của Thụy Điển (đường bay vào) và đảo Bornholm (đường bay ra). Để giữ bí mật cuộc không kích, ngày 4 tháng 8, hãng TASS (Liên Xô) đưa tin dẫn theo nguồn hãng Reuter (Anh) rằng có một cuộc không kích đã xảy ra tại Berlin do các máy bay ném bom tầm xa của Anh tiến hành. Phía Anh "tung hứng" với phía Liên Xô bằng cách gián tiếp xác nhận bốn máy bay ném bom của họ đã không quay về căn cứ. Đêm 7 tháng 8, Berlin lại bị không kích với một khối lượng bom lớn đã trút xuống phía Tây thành phố. Lần này thì cuộc không kích đúng là do các máy bay ném bom tầm xa của Không quân hoàng gia Anh thực hiện.
Cuộc không kích lớn đầu tiên của Không quân hạm đội Baltic (Liên Xô) vào Berlin diễn ra đêm 8 tháng 8. Các máy bay DB-3 chở quá nặng đến mức chỉ rời mặt đất khi đã chạy đến giới hạn cuối đường băng dài 1,5 km. Bụng máy bay quét vào các ngọn cây. 15 máy bay DB-3 đã thả 30 tấn bom loại FAB-100 và FAB-250 xuống trung tâm Berlin và các vùng phụ cận từ độ cao 6.000 m. Tất cả 15 chiếc DB-3 và Ilyushin Il-4 đều trở về căn cứ an toàn. Vẫn như lần trước, quân Đức cho rằng Không quân Hoàng gia Anh là "thủ phạm" của cuộc không kích này. Adolf Hitler gọi thống chế Hermann Göring, tư lệnh không quân Đức Quốc xã đến Văn phòng Đế chế và lớn tiếng quở trách:
| “              | Sẽ không có một trái bom nào của kẻ thù rơi xuống nước Đức ?! Sẽ không có bất kỳ một trái bom nào của kẻ thù được phép rơi xuống Berlin, thủ đô của các thủ đô trên thế giới ?! Ai đã tuyên bố trước các đảng viên như vậy ? Ai đã hứa với dân tộc Đức như vậy ? | ” |
| — Adolf Hitler | |   |

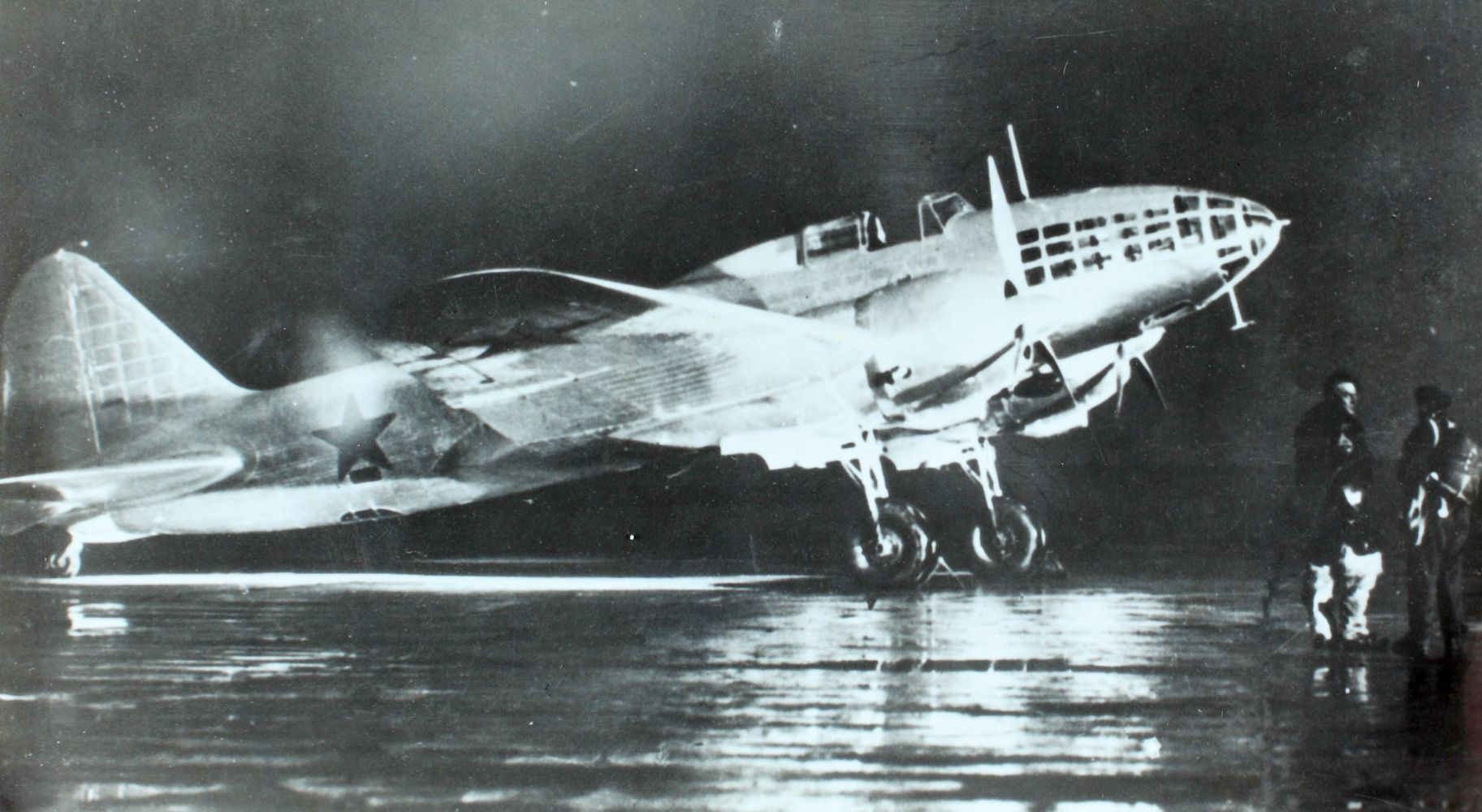
Máy bay ném bom tầm xa Ilyushin Il-4

Hermann Göring im lặng ra về và ra lệnh cho không quân Đức Quốc xã tiếp tục oanh tạc dữ dội hơn vào London và Moskva.
Sau trận ném bom thứ nhất, kỹ sư cơ giới trên không V. A. Koleshnichenko cho rằng việc nhồi đến 2 tấn bom cho mỗi chuyến bay là liều lĩnh. Rừng cây cuối đường băng không đáng sợ nhưng hiểm họa đang chờ những chiến DB-3 chính là các tảng đá nhọn lởm chởm ở phía Tây đường băng có chiều cao tương đương với các ngọn cây. Mặt khác, nếu cứ tiếp tục bay với tải trọng lớn như vậy thì mỗi máy bay chỉ có thể thực hiện được vài ba chuyến bay trước khi động cơ bị hỏng. Chỉ huy trưởng chiến dịch, đại tá Ye. N. Preobrazhensky đồng ý và ra lệnh mỗi máy bay chỉ được chở từ 800 kg đến 1 tấn bom.
Từ 0 giờ 55 phút đến 1 giờ 25 phút đêm 9 rạng ngày 10 tháng 8, 12 chiếc DB-3 từ sân bay Kogula tiếp tục bay đến nám bom Berlin. Lần này, Bộ Tổng tư lệnh tối cao Liên Xô công khai hóa các cuộc tấn công đường không của mình. 2 trong số 72 quả bom FAB-100 được nhồi hàng nghìn tờ truyền đơn của Liên Xô lên án cuộc xâm lược của nước Đức Quốc xã. Trên đường trở về căn cứ, chiếc DB-3 số hiệu 391113 được điều khiển bởi trung tá Finiagin (lái chính), trung úy Dikyi (hoa tiêu), thượng sĩ Marokin (xạ thủ), thiếu úy Shuyev (cơ khí trên không) đã bị trúng hỏa lực phòng không từ pháo cao xạ Đức bắn lên khi ra khỏi Berlin. Tổ lái Liên Xô phải hạ cánh bắt buộc trên biển Baltic và được tàu chiến Liên Xô vớt lên. Máy bay bị chìm.
Ngày hôm sau, Tờ báo "Pravda" thông báo:
| “         | Trong các đêm 8 và 9 tháng 8, các tốp máy bay của Liên Xô đã thực hiện hai cuộc ném bom vào nước Đức, chủ yếu nhằm vào các mục tiêu đã được trinh sát trước tại Berlin gồm các căn cứ quân sự vầ các đầu mối giao thông đường sắt. Các phi công xác nhận đã nhìn thấy nhiều vụ cháy nổ lớn. Hoạt động của lực lượng phòng không Đức là không có hiệu quả. Tất cả các máy bay của chúng tôi đều trở về căn cứ an toàn. Ngoại trừ một trường hợp phải hạ cánh ngoài ý muốn. | ” |
| — Pravda. | |   |

Đêm 12 tháng 8, 13 máy bay DB-3 và IL-4 của Hạm đội Baltic lại cất cánh bay đi không kích nước Đức Quốc xã. Lần này, không quân của Hạm đội Baltic tấn công nhiều mục tiêu hơn. 8 chiếc DB-3 ném xuống Berlin 6 quả bom FAB-250, 26 quả bom FAB-100, 48 quả bom FAB-50 và hơn 10 vạn truyền đơn. Bốn chiếc IL-4 tấn công các căn cứ của quân Đức tại Liepāja, cảng Libava và một chiếc DB-3 tấn công thành phố Kohlberg đã ném xuống 3 quả FAB-250, 20 quả FAB-100 và 12 quả bom cháy ZAB-50. Mặc dù các chuyến bay diễn ra trong thời tiết có mưa và nhiều sương mù nhưng tất cả các máy bay Liên Xô đều trở về căn cứ an toàn.
Từ 0 giờ 50 phút đến 2 giờ 40 phút ngày 16 tháng 8 năm 1941, 19 máy bay DB-3 tiếp tục các trận không kích nước Đức. 17 chiếc DB-3 đã oanh kích khu trung tâm, khu Tây Bắc và khu Đông Bắc Berlin. Trong trận tập kích này, 6 quả bom phá FAB-250, 56 quả bom phá FAB-100, 62 quả bom cháy ZAB-50 và 600 km chai cháy đã được ném xuống các mục tiêu. Ngoài ra, các máy bay này còn tiếp tục rải hàng vạn tờ truyền đơn. Hai chiếc DB-3 được tách ra. Một chiếc thả 4 quả bom EAB-100 và 4 quả bom cháy ZAB-50 xuống Stettin. Chiếc còn lại ném 4 quả bom EAB-100 và 6 quả bom cháy ZAB-50 xuống Noier - Brandenburg. Các phi công đều xác nhận nhìn thấy một số lượng lớn các vụ nổ trên mục tiêu. Trên đường bay về, các phi công lái chính và hoa tiêu trên 2 chiếc DB-3 đã mất phương hướng, làm cho máy bay bị rơi gần sân bay Kogula.
Trong khi Đoàn chủ tịch Xô Viết tối cao Liên Xô ký Sắc lệnh số 34 tặng thưởng 4 danh hiệu Anh hùng Liên Xô, 12 huân chương Lenin, 21 huân chương Cờ đỏ, 20 huân chương Sao Đỏ và 14 huy chương Chiến công cho các phi công, sĩ quan chỉ huy, sĩ quan, hạ sĩ quan và nhân viên kỹ thuật Liên Xô đã tham gia các trận không kích vào lãnh thổ Đức Quốc xã thì tại Berlin, Adolf Hitler đã triệu tập Thống chế Wilhelm Ritter von Leeb và thượng tướng Georg von Küchler đến Văn phòng Đế chế. Hitler yêu cầu các ông này phải bằng mọi cách đánh chiếm quần đảo Moonsund và triệt phá các căn cứ không quân và hải quân Liên Xô trên các hòn đảo, nơi các máy bay Liên Xô xuất kích tấn công Berlin. Không quân Đức tăng cường không kích căn cứ không quân chính Kogula, căn cứ không quân dự bị ở Hanko và quân cảng Kingisepp, buộc quân đội Liên Xô phải rút bớt lực lượng pháo phòng không về bảo vệ các sân bay. 18 chiếc I-15 và I-153 cũng được gửi đến các sân bay nhỏ tại Kihelkonna và Võhma để phối hợp với pháo phòng không bảo vệ sân bay chính.
Các cuộc không kích của không quân Đức đã đánh hỏng ba chiếc DB-3 trên sân bay Kogula. Bất chấp những khó khăn mới, các máy bay của Hạm đội Baltic vẫn tiếp tục cất cánh. Từ 2 giờ 20 phút đến 3 giờ 12 phút ngày 19 tháng 8, 5 chiếc DB-3 bay ở độ cao 6.000 m đã ném 8 quả bom FAB-250, 6 quả FAB-100 và 10 quả bom cháy ZAB-50 xuống Berlin, hai chiếc DB-3 khác tấn công Świnoujście. Một chiếc DB-3 mang số hiệu 391401 bị lực lượng phòng không Đức bắn cháy và rơi trên đất Đức, chiếc còn lại thả xuống mục tiêu này 2 quả FAB-250 và 2 quả ZAB-50.
Từ 0 giờ 50 phút đến 3 giờ 30 phút ngày 21 tháng 8, đã có 4 trận không kích vào các mục tiêu trong lãnh thổ nước Đức và ven biển Baltic trong vùng quân Đức kiểm soát. Tại Berlin, ba chiếc DB-3 bay ở độ cao trên mây (6.000 m đến 7.300 m) đã ném xuống Berlin 3 quả bom phá hạng nặng FAB-500, 4 quả FAB-100 và 8 quả bom cháy ZAB-50. Bốn phi đội DB-3 khác do bị mây mù che khuất mặt đất đã phải đổi mục tiêu. Họ ném xuống Danzig 2 quả bom phá hạng nặng FAB-500, ném xuống Świnoujście 6 quả bom FAB-250 và ném xuống Liepāja gần 1 tấn thuốc nổ mạnh. Các máy bay đều rở về căn cứ an toàn. Từ ngày 22 tháng 8, Tập đoàn quân không quân 1 (Đức) tăng cường oanh tạc đảo Saaremaa, làm hỏng đường băng chính tại sân bay Kogula. Cuộc không kích của Liên Xô buộc phải tạm dừng lại mấy ngày.
Quân Đức tăng cường thêm lực lượng pháo cao xạ và các đèn pha cỡ lớn để bảo vệ Berlin. Lúc 19 giờ ngày 31 tháng 8, 6 chiếc DB-3 bay đến Berlin thì hai chiếc đã bị pháo phòng không Đức bắn rơi trên không phận thành phố. Bốn chiếc còn lại đã thả xuống 2 quả bom FB-500, 12 quả bom cháy ZAB-50 và 2 tấn thuốc nổ mạnh. Ba chiếc DB-3 khác không đến đích do bị lạc trong sương mù đã phải quay về ném bom Klaipėda, Liepāja và Danzig. Trong khi hạ cánh xuống sân bay Kogula, một chiếc DB-3 đã chạy vượt đường băng và đâm vào núi, phi hành đoàn thiệt mạng. Đây là trận đánh có thiệt hại lớn nhất của không quân tầm xa Hạm đội Baltic kể từ ngày bắt đầu chiến dịch "B".
Ngày 30 tháng 8, quân đội Đức Quốc xã chiếm Tallinn. Đây là một tổn thất nặng nề không chỉ của lực lượng trên biển mà còn cả với lực lượng không quân của Hạm đội Baltic. Mất Tallinn, căn cứ không quân trên đảo Saaremaa không chỉ mất một căn cứ hậu cần quan trọng mà khả năng tự bảo vệ của nó cũng bị đe dọa khi các máy bay Đức Quốc xã đậu tại Tallinn có cự li tấn công gần hơn tới đảo Saaremaa. Tuy nhiên, phi đoàn đặc nhiệm DB-3 (Liên Xô) vẫn cố gắng tận dụng hết khả năng và thời gian còn lại của họ để tiếp tục không kích nước Đức. STAVKA yêu cầu họ sử dụng loại bom FAB-1000, một trong các loại bom lớn nhất thời đó. Mỗi chiếc DB-3 chỉ có thể đem theo 1 quả FAB-1000 và 2 quả FAB-500. Tuy nhiên, chuyến bay thử đầu tiên đã thất bại bi thảm. Chiếc DB-3 chở quá nặng không thể cất lên cao khi rời khỏi đường băng đã rơi xuống rừng cây và nổ tung, giết chết phi hành đoàn do đại úy Grechishnikov chỉ huy.
Chỉ huy phi đoàn đặc nhiệm, Đại tá Preobrazhensky quyết định sử dụng loại bom đã dùng để tiếp tục chiến dịch. Ông cũng cho sử dụng các tốp bay nhỏ lẻ 2 đến 4 chiếc để tránh thiệt hại lớn. Lúc 19 giờ 55 phút ngày 2 tháng 9, 1 chiếc DB-3 đã vượt qua được lưới lửa phòng không Đức và ném 4 quả bom FAB-250 xuống Berlin. Chiếc còn lại do trục trặc kỹ thuật không đến được mục tiêu, đã phải ném 2 quả bom FAB-250 và 4 quả bom FAB-100 xuống cảng Liepāja và quay về. Từ 22 giờ 30 phút đến 23 giờ 30 phút ngày 4 tháng 9, 6 chiếc DB-3 cất cánh, 4 chiếc đến được Berlin đã ném xuống 2 quả bom FAB-100 và 18 quả bom cháy ZAB-50. Một chiếc DB-3 phải vứt bom xuống biển để đối phó với cuộc tấn công của ba máy bay tiêm kích ban đêm của không quân Đức và may mắn bay thoát về Saaremaa khi các máy bay Đức cạn dầu. Chiếc DB-3 số 391115 bị bắn rơi sau khi thả bom gần Świnoujście. Đây là trận không kích cuối cùng của không quân Hạm đội Baltic nhằm vào Berlin và lãnh thổ Đức trong Chiến dịch "B".
Trước nguy cơ quân Đức đổ bộ tấn công lên các đảo Saaremaa và Hiiumaa, ngày 5 tháng 9 STAVKA quyết định rút tất cả các máy bay DB-3 còn lại về Leningrad để tham gia bảo vệ thành phố. Ngày 6 tháng 9, không quân Đức Quốc xã mở cuộc tập kích lớn vào sân bay Kogula, phá hủy đường băng sân bay này. Tuy nhiên, chỉ có 6 chiếc I-5 và 2 chiếc I-153 bị phá hủy, 8 chiếc I-5, 2 chiếc I-153 và 27 chiếc DB-3 còn lại đã được sơ tán về Leningrad. Tổng cộng trong chiến dịch "B", không quân tầm xa thuộc Hạm đội Baltic của Liên Xô đã thực hiện 52 phi vụ, trong đó có 36 phi vụ tại Berlin. Tổng số lượng bom được ném xuống gồm 331 quả từ loại FAB-500 đến loại FAB-50 và ZAB-50, nặng tổng cộng 36,05 tấn. Phi đội đặc nhiệm mất 17 chiếc DB-3 (kể cả những chiếc bị tai nạn) và 7 phi hành đoàn.

## Hoạt động của hải quân trong chiến dịch

### Trận phòng ngự Tallinn

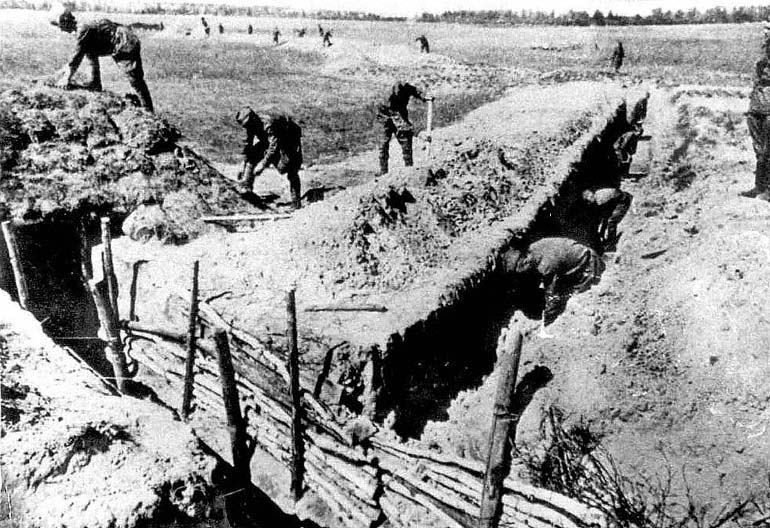
Quân đội Liên Xô đào hào phòng thủ quanh Tallinn

Tallinn là hải cảng quan trọng thứ hai của Hải quân Liên Xô tại vùng biển Baltic sau Leningad. Cùng với căn cứ hải quân Hanko mà Liên Xô thuê của Phần Lan tại ven bờ Bắc Vịnh Phần Lan, hai căn cứ này tạo thành cửa ngõ ra vào biển Baltic của Hạm đội Baltic (Liên Xô) có căn cứ - sở chỉ huy hạm đội tại Leningrad. Do vị trí trọng yếu khống chế cửa ngõ đường biển ra vào Vịnh Phần Lan đồng thời cũng là của ngõ bảo vệ Leningrad từ hướng biển, ngày 30 tháng 7 năm 1941, Tổng tư lệnh tối cao Liên Xô I. V. Stalin hạ lệnh cho Phương diện quân Bắc và Hạm đội Baltic:
| “               | Bằng mọi cách phải bảo vệ Tallinn | ” |
| — I. V. Stalin. |                                   |   |

Cuối tháng 7 năm 1941, việc Tập đoàn quân xe tăng 4 (Đức) thọc sâu về hướng Leningrad và sự kiện Pskov thất thủ đã đặt Tập đoàn quân 8 (Liên Xô) vào tình trạng nguy hiểm. Phương diện quân Tây Bắc bị giải thể do mất đất và mất đến 2/3 quân số. Tập đoàn quân 8 (Liên Xô) nhập vào đội hình Phương diện quân Bắc. Vì bị sông Narva và hồ Chudskoye chia cắt, Quân đội Liên Xô tại khu vực này chỉ còn liên lạc được với Phương diện quân Bắc chủ yếu bằng đường biển và một eo đất hẹp lầy lội ở cửa sông Narva. Lực lượng phòng thủ trên bộ do trung tướng M. M. Popov chỉ huy chỉ còn lại Quân đoàn bộ binh 10 của thiếu tướng I. F. Nikolayev với 2 sư đoàn bộ binh 10 và 11; Sư đoàn cơ giới 22 NKVD rút từ Riga về; Bộ tư lệnh biên phòng Estonia do thiếu tướng G. S. Zshikhin gồm Trung đoàn 7 và Trung đoàn; căn cứ hải quân Tallinn do Hạm trưởng hạm đội bậc 2 M. I. Moskalenko chỉ huy. Ngoài ra còn có các tiểu đoàn cộng sản Tallinn 1 và 4, Tiểu đoàn dân quân tình nguyện Tallinn 4 và 7, các đại đội tình nguyện Harju, Koolga, Parnu và Vilijady. Lực lượng tàu biển của Hạm đội Baltic ở Tallinn còn khá lớn gồm tuần dương hạm "Kirov", các thiết giáp hạm "Minsk" và "Leningrad", các khu trục hạm "Moskva" và "Argun", các pháo hạm hộ tống "Grozyash", "Kalinin", "Volodava", "Archyom", "Silnyi", "Serdyuk", "Smetliv", "Svirep" và "Engels". Hạm đội Baltic còn có 8 khẩu đội pháo bờ biển, trong đó có một khẩu đội pháo hạng nặng đặt trên đường ray, 2 đoàn hỏa tàu bọc thép được trang bị pháo 37 mm và 76 mm. Không quân của Hạm đội Baltic đóng tại Tallinn gồm các trung đoàn 13 và 71 có 85 máy bay còn hoạt động được. Lực lượng phòng không Liên Xô ở Tallinn có Sư đoàn phòng không 10 và Trung đoàn phòng không độc lập 5 được trang bị 183 pháo phòng không và 62 súng máy các loại.

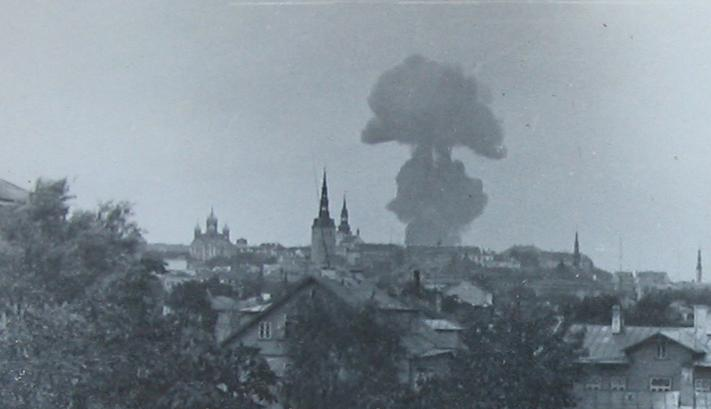
Không quân Đức Quốc xã ném bom Tallinn, tháng 8 năm 1941

Cuối tháng 7 năm 1941, Tập đoàn quân 8 (Liên Xô) đã hình thành một tuyến phòng thủ bảo vệ Tallinn từ Parnu qua Tartu đến hồ Chudskoye. Tuy nhiên, lực lượng phòng thủ quá mỏng đã không thể giữ được tuyến phòng thủ liên tục, đặc biệt trên hướng Tartu. Ngày 2 tháng 8 năm 1941, Sư đoàn cơ giới 36 tấn công lên Luga, Sư đoàn bộ binh và 254 (Đức) đã chọc thủng phòng tuyến của các sư đoàn bộ binh 48 và 125 (Liên Xô) ở phía Đông hồ Chudskoye, đánh chiếm Tartu và thẳng tiến theo hướng Rakvere ra biển Baltic. Ngày 4 tháng 8, Sư đoàn bộ binh 254 (Đức) tiến ra cửa sông Narva, chia cắt Tập đoàn quân 8 (Liên Xô) tại khu vực Tallinn với chủ lực Phương diện quân Bắc (Liên Xô) đang phòng thủ trên hướng Narva - Luga. Ngày 5 tháng 8, Sư đoàn bộ binh 291 và các cụm tác chiến "Fridrich" (Đức) gồm các sư đoàn bộ binh 58 và 207 đã đột phá vượt sông Pärnu, đánh chiếm Pärnu, Kergu, Türi và Paide, đẩy Tập đoàn quân 8 (Liên Xô) lùi về hướng Tallinn từ 10 đến 20 km. Cụm quân Liên Xô tại Tallinn bị bao vây và chỉ còn đường ra biển Baltic.
Từ ngày 5 đến ngày 10 tháng 8, công binh Liên Xô và người dân Tallinn cấp tốc đào các tuyến hào chống tăng, dựng các chướng ngại vật chống tăng trên các đường giao thông, bãi trống và bố trí các bãi mìn phòng thủ quanh khu vực bán kính 60 đến 80 km quanh Tallinn, các trận địa pháo chống tăng được bố trí trên 4 tuyến đường sắt và đường bộ nối Tallinn với Narva, Tartu, Pärnu và Haapsalu. Hàng trăm km chiến hào được dọc theo các lớp phòng thủ. Các con sông nhỏ Ternugs, Kejla, Jagala và Valge chảy qua phía Nam và phía Đông Tallinn cũng được lợi dụng để xây dựng các tuyến phòng thủ. Từ ngày 10 đến ngày 16 tháng 8, các sư đoàn bộ binh 61, 217, 254 và 291 (Đức) phát động các trận tấn công ở phía Đông và Đông Nam Tallinn, đẩy Quân đoàn bộ binh 10 (Liên Xô) lùi sâu thêm 20 km. Sư đoàn bộ binh 254 (Đức) từ hướng Narva đã đột phá qua cửa sông Valge tiến dọc bờ biển về Tallinn. Chỉ có các trận pháo kích ác liệt từ các tàu tuần dương và tàu khu trục của hạm đội Baltic mới ngăn cản được cuộc đột kích này. Tuy nhiên, tình hình Tallinn vẫn rất nghiêm trọng, thành phố và hải cảng Tallinn liên tục hứng chịu các cuộc ném bom của không quân Đức.
Ngày 17 tháng 8, Bộ tư lệnh Cụm tập đoàn quân Bắc (Đức) điều Quân đoàn bộ binh 42 do tướng Walter Kuntze chỉ huy lấy từ thê đội 2 của Tập đoàn quân 16 đến tăng cường cho mặt trận Tallinn. Ngày 20 tháng 8, quân Đức bắt đầu cuộc tổng tấn công vào Tallinn từ ba hướng. Hướng Đông Sư đoàn bộ binh 61 và 254, hướng Đông Nam có các sư đoàn 217 và 291, phía Nam có các sư đoàn bộ binh 58 và 207. Ngày 21 tháng 8, Sư đoàn bộ binh 217 (Đức) chiếm Rapla. Ngày 22 tháng 8, Sư đoàn bộ binh 254 (Đức) chiếm các thành phố Kallavere và Maardu, Sư đoàn bộ binh 61 (Đức) chiếm thị trấn Raasiku. Trung đoàn bộ binh 162 (Sư đoàn 178) và Trung đoàn tình nguyện Latvia 1 đã giữ được tuyến phòng thủ tại Kiviloo và Perila trong ba ngày trước khi phải rút về Lihula và Märjamaa trước sức ép của Cụm tác chiến Friedrich (Đức). Ngày 23 tháng 8, Sư đoàn bộ binh 217 (Đức) chiếm được tuyến Hageri - Kohila - Tuhala cách trung tâm Tallinn chưa đầy 25 km. Tướng I. F. Nikolayev tập hợp các trung đoàn bộ binh còn lại thành lập ba cụm tác chiến: Cụm phía Đông giữ Kehra, Cụm phía Nam trấn giữ phía Bắc Kohila, Cụm phía Tây giữ Keila. Ngày 24 tháng 8, Bộ tư lệnh Phương diện quân Bắc và Hạm đội Baltic phát lệnh di tản khỏi Tallinn. Ngày 25 tháng 8, quân Đức tiến đến các tuyến sông Keila, sông Pirita, Saku và Lehmja. Ngày 26 tháng 8, Sư đoàn bộ binh 61 (Đức) chiếm sân bay Mojgun và đột phá đến biển Baltic, chia cắt cụm quân Liên Xô tại Tallinn làm hai phần. Phần lớn cụm quân phòng thủ phía Nam và phía Đông tập trung tại nội đô Tallinn. Cụm phòng thủ phía Tây bị cô lập tại bán đảo Paldiski. Ngày 27 tháng 8, các đơn vị còn lại của quân đội Liên Xô cố gắng giữ cảng Tallinn để di tản thường dân và các tàu của Hạm đội Baltic còn mắc kẹt lại. Ngày 28 tháng 8, Quân Đức đột nhập vào thành phố, lần lượt dập tắt các ổ đề kháng. Theo báo cáo của tướng Walter Kuntze, quân Đức bắt 11.432 tù binh Liên Xô, thu giữ 149 pháo mặt đất và 144 pháo phòng không; ước tính khoảng 8.000 sĩ quan và binh sĩ Liên Xô tử trận, 14.000 bị thương, số còn lại được di tản về Leningrad. Từ ngày 20 đến ngày 28 tháng 8, quân Đức mất 871 người chết và 3.282 người bị thương.

### Liên Xô rút khỏi Tallinn

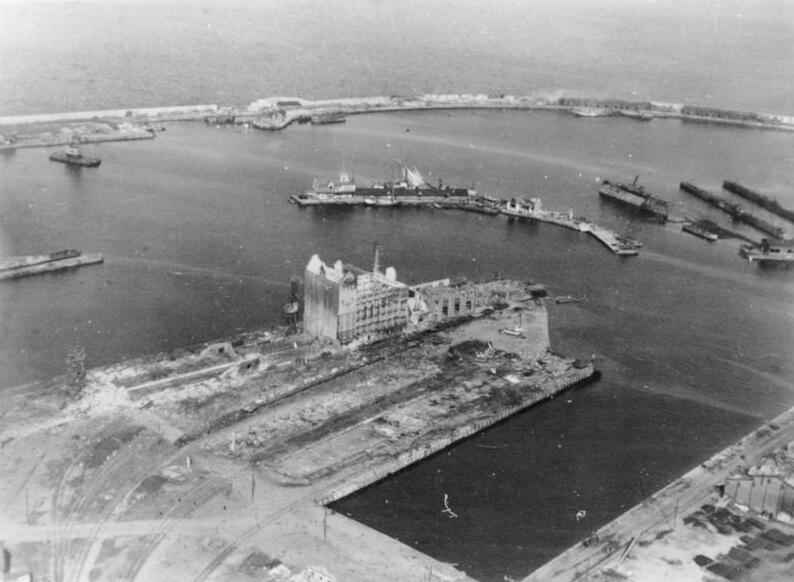
Cảng Tallinn sau khi bị quân đội Đức Quốc xã chiếm đóng

Phó đô đốc V. F. Tributs và Hội đồng quân sự Hạm đội Baltic đã có kế hoạch di tản khỏi Tallinn từ cuối tháng 7, khi Tập đoàn quân 8 (Liên Xô) bị bao vây ở khu vực Pärnu - Tartu - Tallinn nhưng Tổng tư lệnh hướng Tây Bắc, nguyên soái K. Ye. Voroshilov và Bộ trưởng dân ủy hải quân Liên Xô, đô đốc N. G. Kuznetsov chống lại kế hoạch này. Chỉ đến khi tình hình Tallinn không còn khả năng cứu vãn, mãi đến ngày 22 tháng 8, kế hoạch sơ tán Hạm đội Baltic khỏi Tallinn mới được Đại bản doanh Bộ Tổng tư lệnh tối cao Liên Xô phê chuẩn. Đó là một quyết định quá muộn màng. Ngày 26 tháng 8 năm 1941, các sư đoàn bộ binh 61, 217, 254, 291 và Cụm tác chiến "Friedrich" (Đức) đã áp sát Tallinn từ ba phía. Các pháo hạm Đức bắt đầu bắn phá quân cảng và thành phố Tallinn. STAVKA hạ lệnh cho Phó đô đốc V. F. Tributs phải cấp tốc sơ tán chủ lực hạm đội Baltic và căn cứ chính của hạm đội này khỏi Tallinn về Kronstadt và Leningrad.
Ngay từ khi quân đội Đức Quốc xã bắt đầu bao vây Tallinn, Adolf Hitler đã ra mệnh lệnh số 33 yêu cầu lục quân và hải quân Đức Quốc xã không được để một chiếc tàu nổi nào của Hạm đội Baltic thoát khỏi Tallinn. Thực hiện lệnh này, các lữ đoàn 777, 796 công binh hải quân Đức và Lữ đoàn 1261 công binh hải quân Phần Lan đã thiết lập 4 bãi thủy lôi ở vùng biển phía Tây Bắc Tallinn và 8 bãi thủy lôi trên khu vực giữa Vịnh Phần Lan, sát quần đảo Suursaari (Gogland). Các tàu chiến Đức cũng hình thành vòng tuần tra kiểm soát phía Tây Bắc Tallinn, chia cắt Tallinn với căn cứ hải quân Hanko trên đất Phần Lan. Hàng chục khẩu đội pháo bờ biển tầm xa cỡ lớn từ 180 mm đến 308 mm của hải quân Đức và hải quân Phần Lan được triển khai dọc bờ biển từ Ekenäs, phía Đông Hanko qua Helsinki đến Kotka, khống chế một vùng biển rộng lớn có tầm xa cách bờ đến hơn 40 km.

#### Bố trí binh lực Hạm đội Baltic tại cuộc chuyển quân
Đế ngày 26 tháng 8, tại Tallinn vẫn còn một số lượng rất lớn các tàu nổi và tàu ngầm Liên Xô bị kẹt lại tại cảng và vịnh Tallinn. Tại tuyến phòng thủ vịnh Tallinn do chuẩn đô đốc V. P. Drozda chỉ huy có các tàu:
- Tuần dương hạm "Kirov", soái hạm của Hạm đội Baltic.
- Khu trục hạm "Leningrad", kỳ hạm của Phân hạm đội Tallinn.
- Các khu trục hạm "Smetliv", "Gordky" và "Yakov Sverrdlov".
- Các tàu ngầm S-4, S-5, "Kalev", "Lembit" và SS-405.
- Các tàu săn ngầm MO-112 MO-131, MO-133 và MO-142.
- Các tàu tuần duyên PK-202, PK-204 và PK-233
- Các tàu phóng lôi TKA-37, TKA-73, TKA-74, TKA-84, TKA-103, TKA-113 và TKA-144.
- Các tàu quét mìn Т-207 "Spil", Т-204 "Fugas", Т-205 "Gafel", Т-206 "Verp" và Т-217
- Tàu phá băng "Suur Tyll".

Trên tuyến phòng thủ vòng ngoài phía Tây vịnh Tallinn do chuẩn đô đốc Yu. A. Panteleyev, tham mưu trưởng hạm đội chỉ huy có các tàu:
- Khu trục hạm "Minsk", kỳ hạm của Phân hạm đội Riga.
- Các khu trục hạm "Skoryi" và "Slavnyi".
- Các tàu ngầm SS-322, M-95, M-98 và M-102.
- Các tàu tuần duyên PK-207, PK-212, PK-213 và tàu săn ngầm MO-510.
- Các tàu vớt mìn T-210 "Gak", T-211 "Rym", T-215, T-218 và T-203 "Patron".
- Các tàu phóng lôi TKA-33, TKA-53, TKA-91, TKA-101.
- Tàu trinh sát thám không "Pikker" và tàu cứu hộ "Neptun"

Lực lượng bảo vệ phía sau giữ tuyến đường biển Tallinn - Kronstadt do chuẩn đô đốc Yu. F. Rall chỉ huy có:
- Các tàu khu trục "Kalinin", "Volodarskyi" và "Archyom"
- Các tàu hộ tống "Sneg", "Burya" và "Tsiklon".
- Các tàu săn ngầm MO-5, MO-135, MO-197 và MO-204.
- Các tàu tuần tra PK-210, PK-211 và PK-232.
- Các tàu phóng lôi TKA-51 và TKA-61.

Phó đô đốc V. F. Tributs, tư lệnh hạm đội Baltic bố trí các tàu vận tải thành 4 đoàn lớn để di chuyển về Kronstadt:
- Đoàn 1 do Hạm trưởng bậc 2 Bogdanov chỉ huy được hộ tống bởi các khu trục hạm "Svirep" và Surov"; các tàu hộ tống "Ametist" và "Kasatka"; Tàu săn ngầm MO-507; tàu tuần duyên PK-208, 6 xuồng cao tốc và 7 tàu đánh cá có vũ trang. Đoàn gồm 8 tàu vận tải, 1 tàu phá băng, 1 tàu hậu cần, 1 tàu bệnh viện, 1 ụ nổi và 3 tàu ngầm SS-307, SS-308, M-79 đang sửa chữa.
- Đoàn 2 do hạm trưởng bậc 2 Antonov chỉ huy được hộ tống bởi pháo hạm "Moskva", tàu săn ngầm MO-200, tàu tuần duyên PK-214, 6 tàu quét mìn (chuyển đổi từ tàu dân sự) và 8 tàu đánh cá có vũ trang; gồm 2 tàu vận tải, 1 tàu phá băng kéo theo 1 tàu đánh cá bị hỏng máy, 1 tàu khảo sát biển và 3 tàu vớt mìn đang sửa chữa.
- Đoàn 3 do hạm trưởng bậc 2 Yason chỉ huy được hộ tống bởi pháo hạm Amgun, 2 tàu săn ngầm MO-501 và MO-502, 4 tàu quét mìn (chuyển đổi từ tàu dân sự) và 7 tàu đánh cá có vũ trang; gồm 9 tàu vận tải, 1 tàu chỏ dầu và 1 tàu cứu hộ.
- Đoàn 4 do hạm trưởng bậc 1 Glukhovtsev chỉ huy được hộ tống bởi pháo hạm I-8, 3 tàu tuần duyên, 3 tàu quét mìn và 4 tàu đánh cá có vũ trang; gồm 1 tàu cứu hộ, 1 sà lan biển tự hành, 2 tàu kéo, tàu phóng lôi TKA-121 bị hỏng máy và tàu ngầm SS-301 đang sửa chữa.
- Các nhóm tàu đi lẻ không thành đoàn gồm pháo hạm "Topaz", hộ tống hạm hạng nhẹ "Khijusaar" 3 tàu tuần duyên, 2 tàu quét mìn, 10 tàu đánh cá có vũ trang, yểm hộ cho 1 tàu vận tải, 1 tàu phá băng, 1 thông báo hạm, 2 tàu cứu hộ, 2 tàu cao tốc, 1 tàu khảo sát, 1 tàu pha sông biển, 11 tàu kéo, 9 thuyền đa năng, 4 thuyền máy và 2 sà lan.

Trong cuộc di tản lớn này, Hạm đội Baltic đã chuyên chở 41.992 người, bao gồm 19.903 sĩ quan và binh sĩ (trong đó có 8.670 người của Quân đoàn bộ binh 10), 613 nhân viên dân sự của hạm đội và 12.806 thường dân.

#### Cuộc di tản

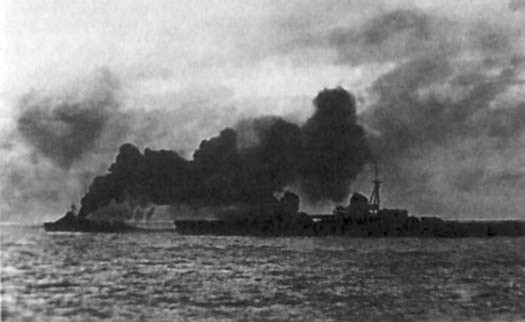
Tuần dương hạm "Kirov" xả khói ngụy trang trên đường di chuyển, tháng 8 năm 1941

Trong khi cuộc chuyển quân chuẩn bị bắt đầu thì một tai họa bất ngờ ập đến cho Hạm đội Baltic. Lúc 22 giờ 10 phút đêm 27 tháng 8, các khu trục hạm "Kalinin" và "Volodarskyi" trong đội hình bảo vệ phía sau bị va phải thủy lôi và bị hư hỏng nặng, mất sức chiến đấu. 23 giờ 15 phút, đến lượt khu trục hạm "Archyom" cũng va phải thủy lôi và chìm. Do phải thu dọn lưới và ngư cụ, đến 22 giờ đêm 27 tháng 8, các tàu đánh cá từ ngoài khơi các đảo Naysaar và Aegna mới có mặt tại cảng Tallinn để chất hàng. 23 giờ đêm, các kho vũ khí gồm các loại súng hỏng và đạn dược không thể đem theo được công binh của Hạm đội Baltic cho hủy đốt và hủy nổ. 11 giờ 35 phút, Phó đô đốc V. F. Tributs hạ lệnh cho Đoàn 1 nhổ neo xuất phát. Do các tàu đánh cá có công suất yếu và các tàu vận tải chở nặng chỉ di chuyển với tốc độ 6 hải lý giờ nên các tàu chiến hộ tống di chuyển với tốc độ 10 đến 12 hải lý/giờ thì cứ 15 hải lý phải dừng lại để chờ cả đoàn theo kịp. 14 giờ cùng ngày, khi Đoàn 1 ra khỏi vịnh Tallinn và bắt đàu hành trình về phía Đông thì Đoàn 2 bắt đầu nhổ neo, di chuyển song song với Đoàn 1 và cách đoàn này khoảng 17 hải lý về phía Bắc.
Phát hiện Hạm đội Baltic chuyển quân khỏi Tallinn, hải quân Đức cho các tàu ngầm xông vào đội hình tàu Liên Xô và tấn công các tàu vận tải nặng bị rớt lại sau. 18 giờ 30 phút ngày 28 tháng 8, tàu vận tải "Alev" chở theo 1.280 người trong đó có hơn 800 người bị thương bị trúng thủy lôi và chìm. Chỉ có sáu người được vớt lên. Không quân Đức ném bom và đánh chìm 4 tàu vận tải khác. Tàu phá băng "Krisjanis Valdemars" trong khi cơ động tránh bom đã va phải thủy lôi gần đảo Mokhny và chìm. Lúc 19 giờ 50 phút, các tàu ngầm Đức tấn công đánh chìm 2 tàu tuần tra và tàu cứu hộ "Saturn" gần mũi Yuminda. Khoảng 20 giờ, các tàu quét mìn "Krap" và "Baromest" cùng tàu ngầm S-5 đã chìm trong khi làm nhiệm vụ quét mìn, mở đường cho Đoàn 1 tiến về Kronstadt. Khoảng 21 giờ, 4 trong số 5 tàu săn ngầm của hạm đội đã bỏ nhiệm vụ bảo vệ vòng ngoài và gia nhập vào đoàn vận tải 1. Hành động vô kỷ luật này đã gây tác hại nghiêm trọng. Trong đêm 28 tháng 8, các tàu ngầm Đức lao vào tấn công cả hai đoàn tàu vận tải của Hạm đội Baltic. Lần lượt các tàu khu trục "Smetliv", "Gordky" và "Yakov Sverrdlov" bị tấn công. Tàu "Yakov Sverrdlov" bị trúng ngư lôi, bị vỡ đôi và chìm tại tọa độ 59°42 phút Bắc, 25°45 phút Đông gần đảo Mokhny. Trong số những người bị thiệt mạng có Chủ tịch Hội đồng dân ủy Cộng hòa Xã hội Chủ nghĩa Xô Viết Estonia Johannes Lauristin. Các tàu khu trục "Gordy", "Minsk", "Skora" và "Slavna" cũng bị tấn công và hư hại nặng. Không bị ngăn cản, các tàu ngầm Đức xông vào giữa đoàn vận tải, bắn chìm tàu vận tải Ella và đánh hỏng nặng các tàu hộ tống hạng nhẹ "Sneg", "Tsiklon". Chỉ trong đêm 28 rạng ngày 29 tháng 8, Hạm đội Baltic (Liên Xô) đã mất 26 tàu bị chìm, gồm 5 tàu khu trục, 3 tàu vận tải, 2 tàu kéo, 1 tàu phá băng, 2 tàu quét mìn, 2 tàu ngầm, 1 tàu pháo, 2 tàu tuần duyên, 1 tàu bệnh viện, 1 tàu cứu hộ, 3 tàu đánh cá và 1 sà lan. 5 chiếc khác bị hư hại gồm 3 kỳ hạm và 2 tàu vận tải, 2 tàu đánh cá có vũ trang bị hải quân Phần Lan bắt cóc, 1 sà lan bị mất tích. Tổn thất nhân mạng lên đến 3.620 người.
Ngày 29 tháng 8, các đoàn tàu số 3 và số 4 tiếp tục rời Tallinn di chuyển về Kronstadt. Yếu tố bất ngờ của Hạm đội Baltic (Liên Xô) đã bị mất và ngày 29 tháng 8 là ngày đẫm máu nhất trên biển Baltic kẻ từ đầu cuộc chiến. Tàu khu trục "Surov" phải đi kèm các tàu "Slavna", "Svirev" và tàu chở hàng "Gordog" đã bị không quân Đức đánh hư hại từ hôm trước. Khi đoàn 1 và đoàn 2 còn cách Kronstadt 27 hải lý, không quân Đức bất ngờ huy động hơn 1.200 lần chiếc máy bay liên tục dội bom xuống đội hình hai đoàn tàu Liên Xô. Ngay khi vừa ra khỏi khu vực bãi mìn 9-40, tàu tuần tiễu "Sneg" cùng với tàu vận tải "Balkhash", tàu cứu hộ "Kolyvanov", tàu trinh sát thám không "Sao Mộc" và tàu kéo "Vilma" bị máy bay Đức đánh đắm. Không quân Đức hầu như làm chủ vùng trời trên biển Baltic và lần lượt đánh đắm các tàu Liên Xô được trang bị hỏa lực phòng không kém cỏi. Tàu vận tải "Ausma" bị đánh chìm tại tọa độ 13-15 tại đảo Rodsher, gần cảng Paldiski. Tàu vận tải "Tobol" bị chìm tại tọa độ 15-10. Tàu vận tải "Kalpaks" bị hơn 40 máy bay Đức tấn công và đánh đắm tại tọa độ 16-15, làm chết hơn 1.100 người. Chỉ trong 3 giờ đầu tiên của buổi sáng 29 tháng 8, 4 tàu vận tải, 1 tàu kéo và 1 tàu chở dầu Liên Xô đã bị không quân Đức nhấn chìm. 5 tàu vận tải khác phải ủi bãi đổ bộ lên đảo Suursaari (Gogland) để cứu người. Trong suốt ngày 29 tháng 8, đã có 24 tàu và 16 thuyến đánh cá phải ủi bãi quanh đảo Suursaari. Chiều 29 tháng 8, tuần dương hạm "Kirov" bị 32 máy bay Đức vây đánh, các pháo thủ phòng không trên tàu đã bắn rơi 3 máy bay Đức. "Kirov" bị trúng hơn 80 quả bom đường kính nhỏ nhưng nhờ có vỏ thép nên chỉ bị hư hỏng, 2 trong số 3 động cơ không hoạt động được. 12 thủy thủ thiệt mạng, 3 người khác bị thương. Ngày 30 tháng 8, "Kirov" được các tàu kéo từ Leningrad ra lai dắt về neo đậu tại Kronstadt và trở thành trận địa phòng không nổi bên cạnh pháo đài. Cùng về được Kronstadt với chiếc "Kirov" còn có các tàu khu trục-kỳ hạm "Leningrad" và "Minsk", các tàu khi trục "Burya" và "Ametist", các pháo hạm "Moskva" và "Amgun", tàu phá băng "Suur Tõll" cùng hơn 100 tàu nổi khác.

#### Hậu quả
Không kể số tàu phải ủi bãi lên các đảo Sursaary và Suursaari, hơn 100 tàu thuyền các loại của Hạm đội Baltic đã vĩnh viễn chìm xuống lòng biển. Trong số hơn 28.900 người được di tản khỏi Tallinn (không kể quân số của hải quân trên các hạm tàu) thì có 11.000 người thiệt mạng, trong đó có hơn 3.000 dân thường. Thiệt hại vật chất của Hạm đội Baltic (Liên Xô) là rất lớn. Khi xuất phát khỏi Tallinn, Hạm đội Baltic huy động 153 tàu chiến và 75 tàu vận tải, tàu dân sự. Khi về đến đích số thiệt hại lớn nhất thuộc về các tàu vận tải. 43/75 tàu vận tải bị đắm hoặc phải ủi bãi (57%), 5/10 tàu khu trục bị đánh đắm (50%), 3/9 tàu tuần tra bị chìm (34%), 2/11 tàu ngầm chìm hoặc mất tích (18%), 1/3 pháo hạm bị đánh đắm (34%), 2/18 tàu quét mìn tốc độ thấp bị chìm (11%), 1/13 tàu phóng ngư lôi (7%), 2/25 tàu săn ngầm (8%). Số tàu không bị chìm và về được đến Kronstadt hoặc Leningrad mặc dù bị trọng thường ở các mức độ khác nhau gồm: 1 tàu tuần dương-soái hạm (100%), 2 khu trục hạm-kỳ hạm (100%), 10 tàu quét mìn ven bờ (100%), 26 tàu quét mìn ngoài khơi (100%) và các tàu còn lại.

### Trận phòng ngự bán đảo Hanko

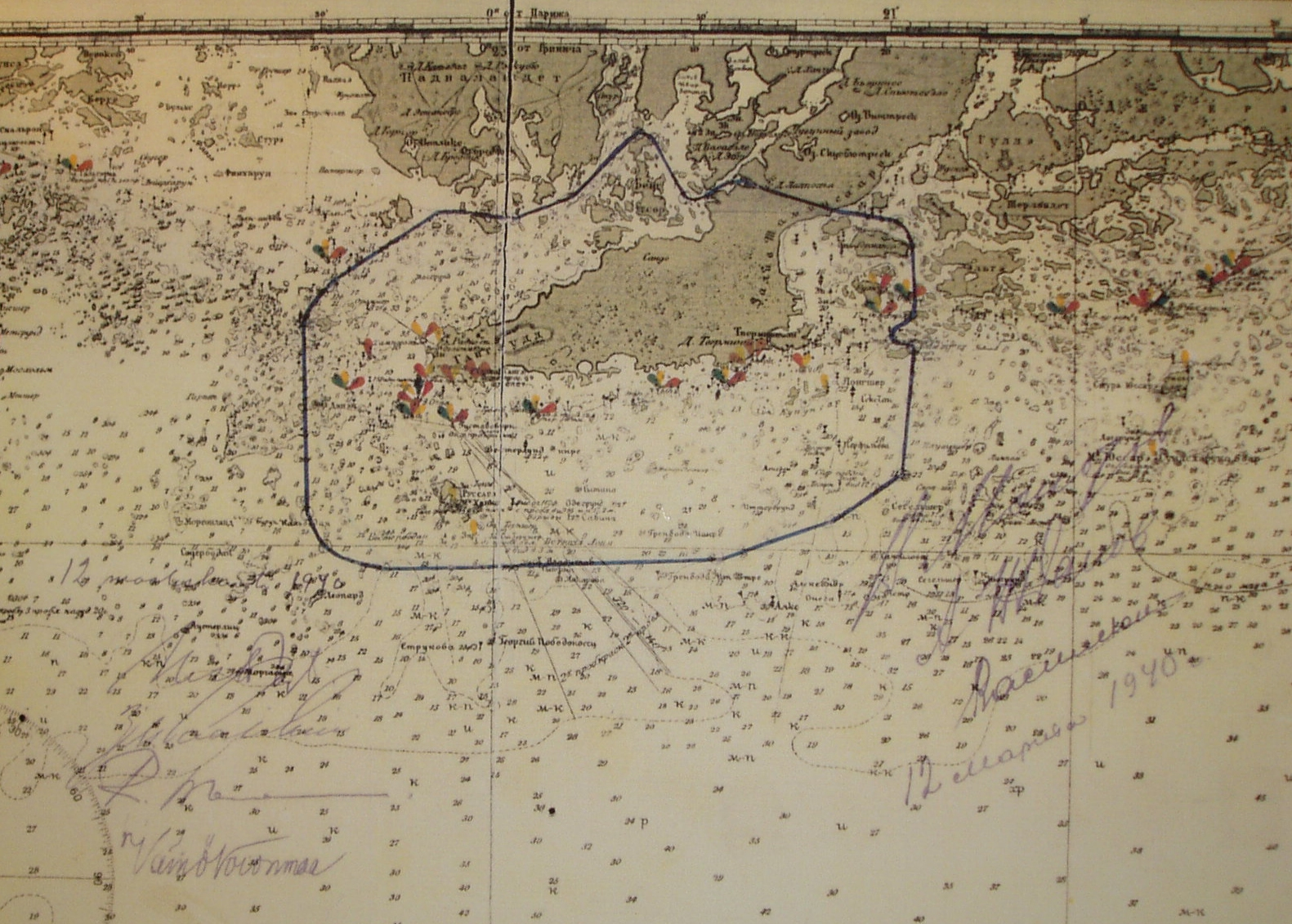
Bản đồ bán đảo Hanko và giới hạn kiểm soát của hải quân Liên Xô theo hiệp ước hòa bình Moskva - 1940 giữa Liên Xô và Phần Lan

Theo hiệp định hòa bình Moskva được ký kết ngày 12 tháng 3 năm 1940 giữa chính phủ Liên Xô và chính phủ Phần Lan, đánh dấu sự kết thúc Chiến tranh Liên Xô-Phần Lan, phía Liên Xô được thuê bán đảo Hanko của Phần Lan trong vòng 30 năm để xây dựng ở đây một căn cứ hải quân. Căn cứ Hanko cùng với quân cảng Tallinn và các căn cứ trên quần đảo Moonsund tạo thành cánh cửa ra vào vịnh Phần Lan và là hàng rào che chắn từ xa cho Leningrad. Hanko cũng là một căn cứ hậu cần cho Hạm đội Baltic của Liên Xô. Đến ngày 22 tháng 6 năm 1941, các kho tàng của căn cứ này dự trữ 86 tấn dầu nhiên liệu, 332 tấn xăng, 159 tấn nước ngọt, 7.821 tấn than đá, 193 mét khối củi. Quân đội Liên Xô bố trí tại đây Lữ đoàn bộ binh 8 do thiếu tướng S. I. Kabanov chỉ huy, được tăng cường một trung đoàn pháo mặt đất, một tiểu đoàn pháo phòng không, một tiểu đoàn xe tăng hạng nhẹ, một tiểu đoàn công binh và một tiểu đoàn thông tin. Lực lượng trên bộ của Hạm đội Baltic gồm một tiểu đoàn hải quân đánh bộ, các đơn vị kỹ thuật của căn cứ và các phân đội pháo bờ biển do Hạm trưởng bậc 2 P. G. Maksimov chỉ huy. Tại quân cảng Hanko có 6 tàu phóng ngư lôi, một phi đội thủy phi cơ MBR-2. Tại sân bay Hanko có Trung đoàn không quân hỗn hợp 13 nhưng ngay trong ngày đầu cuộc chiến, trung đoàn này đã được điều về sân bay Laksberg để bảo vệ Tallinn. Tại Hanko chỉ còn lại một tiểu đoàn không quân gồm 11 máy bay I-5 và 6 máy bay I-15 do đại úy L. G. Belousov chỉ huy. Tổng số quân Liên Xô tham gia phòng thủ căn cứ Hanko gồm 25.300 người.
Quân đội Đức Quốc xã phối hợp với quân đội Phần Lan tổ chức tấn công căn cứ Hanko từ hai hướng. Hướng đất liền Sư đoàn bộ binh 17 Phần Lan tổ chức tấn công dọc theo đường sắt từ Karis qua Ekenäs xuống dưới sự yểm hộ của 103 khẩu pháo từ 45 mm đến 305 mm. Hướng biển do các pháo hạm hộ tống của Hải quân Đức phối hợp với các tàu khu trục "Vyaynemyaynen" và "Ilmarinen" được trang bị pháo 254 mm phụ trách. Vấn đề đối với liên quân Đức - Phần Lan là họ phải vượt qua được bãi mìn dày đặc bố trí trên chính diện 22 km phía Tây Nam ga Ekenäs và hàng thủy lôi bố trí thành một vòng tròn có bán kính từ 10 đến 15 km bao quanh bán đảo. Ngày 25 tháng 6, chính phủ Phần Lan tuyên bố hiệp định hòa bình Moskva ký ngày 12 tháng 3 năm 1940 vô hiệu và yêu cầu quân đội Liên Xô rút khỏi cảng Hanko. Cùng ngày, lục quân Phần Lan bắt đầu nổ súng tấn công trên eo đất Karelia.
Ngày 22 tháng 6, cùng với các hải cảng khác của Liên Xô trong vùng Baltic, Hanko bị ném bom. Tướng S. I. Kabanov ra lệnh sơ tán tất cả các gia đình sĩ quan và binh sĩ Liên Xô từ Hanko về Leningrad bằng đường biển. Từ ngày 26 tháng 6, pháo binh Phần Lan và các pháo hạm của hạm đội liên hợp Đức-Phần Lan bắt đầu pháo kích vào quân cảng, các trận địa pháo, sân bay và kho tàng trong căn cứ Hanko với số lượng từ 2.000 đến 4.000 quả mỗi ngày. Đặc biệt trong ngày 27 tháng 6, số lượng đạn pháo bắn vào Hanko lên đến 6.000 quả. Ngày 26 tháng 6, Sư đoàn bộ binh 17 (Phần Lan) bắt đầu tiến công từ hướng Ekenäs vào Hanko. Tuy nhiên, đây là con đường độc đạo trên bộ duy nhất vào Hanko nên quân Phần Lan không thể triển khai một đội hình tấn công đầy đủ. Cuộc tấn công đã bị Lữ đoàn bộ binh 8 (Liên Xô) chặn lại cách Hanko 15 km về phía Đông Bắc tại khu vực đồi Horsene. Ngày 27 tháng 6, tướng S. I. Kabanov từ Tallinn bay sang Hanko để chỉ huy căn cứ này. Đại tá P. P. Simoniak được giao quyền tham mưu trưởng căn cứ. Ngày 28 tháng 6, trinh sát Liên Xô phát hiện một cụm pháo phòng không của quân Phần Lan mới được triển khai tại khu vực Västervik trên bán đảo Podvaland. Tướng S. I. Kabanov phán đoán rằng quân Phần Lan sẽ đổ thêm quân đến đây để đánh đột kích vào căn cứ. Chiều 28 tháng 6, một tiểu đoàn bộ binh Liên Xô đã được triển khai tại khu vực đồi Horsene. Công binh Liên Xô thiết lập thêm các bãi mìn (tổng cộng 367 quả) tại khu vực dự kiến sẽ bị tấn công tại eo đất Lappvika. Tuy nhiên, tướng S. I. Kabanov nhận ra phán đoán của mình là sai lầm nhưng không kịp trở tay. Quân Phần Lan chỉ làm như chuẩn bị đổ bộ lên khu vực Horsene nhưng lại chuẩn bi một cuộc đổ bộ khác của lính biệt kích tại đảo Meden, phía Bắc bán đảo Hanko. Đêm 28 rạng ngày 29 tháng 6, lính biệt kích Phần Lan mặc quân phục Liên Xô đổ bộ lên đảo Meden và lội qua con lạch nhỏ ngăn cách đảo này với bán đảo Hanko và đột kích vào khu hậu cần của căn cứ tại Sorgas. Và chỉ nhờ có hỏa lực mạnh mẽ của Tiểu đoàn pháo binh 30 (Liên Xô), Tiểu đoàn biệt kích Phần Lan mới bị đẩy lùi khỏi bán đảo.

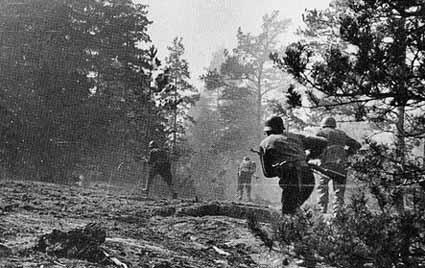
Bộ binh Phần Lan tấn công trên bán đảo Hanko (1941)

Lợi thế bất ngờ tấn công trên hướng eo đất Lappvika và đảo Meden bị mất, quân Phần Lan tính toán mở một cuộc tấn công đổ bộ mới. Đêm 1 tháng 7 năm 1941, một tiểu đoàn biệt kích tình nguyện người Phần Lan gốc Thụy Điển đã bất ngờ đổ bộ lên vị trí của Tiểu đoàn 4, Trung đoàn bộ binh 335 (Liên Xô), giết nhiều binh sĩ Liên Xô và thọc sâu vào tuyến phòng thủ ở phía Bắc bán đảo Hanko. Cùng thời điểm đó, một tiểu đoàn biệt kích Phần Lan tấn công vào vị trí phòng thủ của Tiểu đoàn bộ binh 3, Trung đoàn 335 trên đảo Krokan. Tảng sáng ngày 2 tháng 7, Tiểu đoàn bộ binh 2 của Trung đoàn 335 chi viện cho Tiểu đoàn 4 đánh lúi quân biệt kích Phần Lan gốc Thụy Điển xuống biển, Tiểu đoàn bộ binh 1 cũng phối hợp với Tiểu đoàn bộ binh 3 đánh tan tiểu đoàn biệt kích Phần Lan, bắt một số tù binh. Các tù binh Phần Lan khai rằng họ thuộc Cụm quân đặc nhiệm Gangut, có nhiệm vụ đánh chiếm các đầu cầu để mở đường cho thủy quân lục chiến Đức đổ bộ lên bán đảo.
Từ ngày 3 tháng 7 đến cuối tháng 7, hai bên giữ thế cầm cự trên khu vực eo đất Lappvika. Một cuộc chiến bắn tỉa đã diễn ra và kéo dài đến cuối tháng. Ngày 22 tháng 7, quân Phần Lan điều động đội bắn tỉa "Chim cu" đã tham gia Chiến tranh Liên Xô-Phần Lan năm 1940 ở eo đất Karelia đến bán đảo. Trong ngày đầu tiên, họ đã hạ 23 quân nhân Liên Xô, trong đó có 1 xạ thủ súng máy. Để đối phó với lính bắn tỉa Phần Lan, ngày 25 tháng 7, một tiểu đội bắn tỉa Liên Xô được điều từ pháo đài Kronstadt đến Hanko, trong đó có xạ thủ Georgy Isakov nổi tiếng. Trong suốt chiến dịch phòng thủ Hanko, xạ thủ này đã hạ 118 lính Phần Lan và lính Đức. Trong cả tháng 7 năm 1941, sân bay Hanko trở thành căn cứ trung gian để tiếp nhiên liệu và bom đạn cho các máy bay ném bom ban đêm của Liên Xô từ Leningrad bay đi không cảng Turku (Phần Lan), Königsberg (Đông Phổ), Danzig (Ba Lan), Rostock (Đức) và một số mục tiêu sâu trong nội địa Đức và Ba Lan. Quân cảng Hanko cũng trở thành căn cứ trung gian tiếp tế cho các tàu ngầm Liên Xô hoạt động trên biển Baltic. Các khẩu pháo 305 mm và 308 mm vẫn cùng với các khẩu đội pháo bờ biển Liên Xô đặt tại quần đảo Moonsund và Tallinn tạo thành một hàng rào hỏa lực, ngăn cản các tàu nổi của hải quân Đức vào vịnh Phần Lan.
Sáng 26 tháng 7, tàu vận tải quân sự "Metalits" (Liên Xô) từ Tallinn đem theo nhiều vĩ khí, đạn dược, trang bị quân sự, lương thực thực phẩm và nước ngọt đã cập cảng Hanko. Việc dỡ hàng vừa thực hiện xong thì con tàu bị pháo binh Phần Lan từ Ekenäs bắn cháy. Tướng I. S. Kobanov lệnh cho các khẩu đội pháo tầm xa bắn 23 quả đạn 305 mm và 33 quả đạn 180 mm vào ga Ekenäs để yểm hộ cho việc sửa chữa tàu "Metalits". Ngày 29 tháng 7, khi sắp hoàn thành việc sửa chữa, tàu "Metalits" tiếp tục bị không quân Đức oanh tạc và bị cháy lần thứ hai. Việc sửa chữa bị gián đoạn và kéo dài đến tháng 10 năm 1941. Không chiếm được Hanko, lục quân Phần Lan phối hợp với hải quân Đức tiếp tục dùng pháo hạm và pháo bờ biển bắn phá Hanko giống như những gì quân Đức đang làm tại khu vực Leningrad cùng thời điểm đó. Từ cuối tháng 7 đến cuối tháng 8 năm 1941, không một lính phần Lan Hay lính Đức nào có mặt trên địa phận của căn cứ hải quân Liên Xô quá một ngày. Cùng với pháo binh bờ biển của Hạm đội Baltic đặt tại đảo Hiiumaa, pháo binh bờ biển của căn cứ hải quân Hanko vẫn tiếp tục khống chế cửa vịnh Phần Lan.
Sự kiện căn cứ hải quân Tallinn thất thủ đã đặt cả căn cứ hải quân Hanko lẫn các vị trí phòng thủ đường biển trên quần đảo Moonsund của Hạm đội Baltic vào tình thế bị cô lập. Việc tiếp tế cho các căn cứ này trở nên khó khăn hơn do tàu ngầm Đức đã xâm nhập được vào vịnh Phần Lan. Không quân Đức Quốc xã chiếm ưu thế trên biển Baltic đã bắn phá các tàu biển chở hàng tiếp tế cho Hanko. Ngày 8 tháng 8, các tàu chiến Đức đã ngăn cản các tàu vận tải số 24 và "Khilda" khi chúng còn cách Hanko hơn 50 hải lý. Các pháo hạm Đức Quốc xã và pháo bờ biển của quân Phần Lan tăng cường bắn phá bán đảo. Tướng S. I. Kabanov ra lệnh cho quân đồn trú Liên Xô củng cố hầm hào và đào thêm nhiều tuyến chiến hào nhằm giảm bớt thương vong. Từ ngày 1 tháng 9, quân Đức từ đảo Kugholm bắt đầu tấn công vào đảo Elmholm, phân tán thêm lực lượng hải quân đánh bộ của Hạm đội Baltic. Tuy nhiên, căn cứ Hanko vẫn tiếp tế cho các máy bay ném bom tầm xa của Liên Xô tiếp tục oanh tạc vào sâu trong nội địa nước Đức và Ba Lan. Trong các ngày 8, 9, 12, 16, 19, 21, 31 tháng 8 và các ngày 2 và 4 tháng 9, đã có 85 lần chiếc máy bay ném bom TB-3 bay ngày và bay đêm đã "quá cảnh" căn cứ Hanko để bay đi ném bom Berlin, Danzig, Kohlberg, Stettin, Świnoujście, Noie-Brandenburg và Liepāja. Ngày 6 tháng 9, không quân Đức quốc xã huy động 28 máy bay Ju-87 và He-111 oanh tạc vào bán đảo, phá hủy 6 chiếc TB-3, 1 chiếc IL-2 và 1 chiếc MiG-3 đang đậu tại sân bay Hanko.
Ngày 16 tháng 10 năm 1941, quân đội Đức Quốc xã chiếm trọn quần đảo Moonsund, cuộc phòng thủ của Lữ đoàn bộ binh 8 và các tiểu đoàn hải quân đánh bộ Liên Xô tại Hanko càng khó khăn hơn do các tuyến vận tải tiếp tế bằng đường biển của Hạm đội Baltic cho Hanko đều bị hải quân Đức khống chế. Từ ngày 20 tháng 10, Hạm đội Baltic sử dụng tàu ngầm và các thủy phi cơ sơ tán các lực lượng chiến đấu về Leningrad. Ngày 30 tháng 10 năm 1941, những người lính Liên Xô cuối cùng rút khỏi căn cứ Hanko.

### Trận phòng thủ quần đảo Moonsund
Quần đảo Moonsund gồm hơn 10 đảo nằm ở phía Tây Estonia, trong đó có hai đảo lớn nhất là đảo Hiiumaa (Dagö) nằm phía Nam cửa vịnh Phần Lan và đảo Saaremaa (Ösel) nằm chắn ngang vịnh Riga. Đây là quần đảo có vị trí chiến lược trong tuyến phòng thủ trên biển của Hạm đội Baltic (Liên Xô). Đảo Hiiumaa cùng với căn cứ hải quân Hanko kiểm soát cửa vịnh Phần Lan trên con đường ra biển của Hạm đội Baltic. Đảo Saaremaa kiểm soát cửa ngõ ra vào vịnh Riga. Trên đảo Hiiumaa có quân cảng Kärdla, trên đảo Saaremaa có quân cảng Kuressaare đều là các căn cứ tàu ngầm và tàu nổi. Ngoài ra, trong quần đảo còn có đảo Kihnu nằm xa nhất về phía Tây, án ngữ cửa ngõ ra vào quân cảng Pärnu. Trên các đảo lớn như Hiiumaa và Saaremaa đều có các sân bay có thể sử dụng cho các loại máy bay ném bom cánh quạt hạng nặng. Trong kế hoạch phòng thủ trên vùng biển Baltic, quần đảo Moonsund được giao cho Lữ đoàn bộ binh 3 gồm các trung đoàn bộ binh 46 và 49 và Đoàn biên phòng bờ biển Estonia bảo vệ. Lực lượng pháo binh Liên Xô có trung đoàn 79 gồm 6 đại đội pháo 75 mm và 3 đại đội pháo 122 mm cùng Tiểu đoàn súng máy độc lập 69. Pháo binh của Hạm đội Baltic trên đảo gồm 8 đại đội pháo bờ biển loại 152 mm và 130 mm. Lực lượng phòng không trên đảo có 5 khẩu đội cao xạ 76 mm. Chỉ huy toàn bộ các binh chủng trên quần đảo là thiếu tướng A. B. Eliseyev. Quân số Liên Xô bảo vệ quần đảo gồm 24.000 quân, trong đó, 16.000 quân đóng tại đảo Saaremaa, hơn 5.000 quân đóng tại đảo Hiiumaa và 3.000 quân đóng rải rác trên các đảo nhỏ. Các tuyến phòng thủ được hình thành quanh bờ hai hòn đảo chính gồm 3 lớp rào thép gai có tổng chiều dài 140 km được gài 23.500 quả mìn. Trên đảo có 260 hầm vũ khí, đạn dược, xăng dầu và quân nhu. Sân bay trên đảo Saaremaa có 12 máy bay I-15 và MiG-3. Tại các cảng Kärdla và Kuressaare có 17 tàu phóng ngư lôi, 6 tàu tuần duyên.
Sau khi chiếm Tallinn, đầu tháng 9 năm 1941, các sư đoàn bộ binh 61, 217 (Đức) được tăng cường một số tiểu đoàn thiết giáp và pháo binh được Bộ tư lệnh Cụm tập đoàn quân Bắc giao nhiệm vụ đánh chiếm quần đảo Moonsund. Ngoài hơn 50.000 bộ binh tăng cường, quân Đức huy động vào chiến dịch đổ bộ 350 tàu xuồng các loại, trong đó có 3 tàu khu trục và 6 tàu tuần duyên.
Sáng ngày 8 tháng 9 năm 1941, Tiểu đoàn trinh sát 161 thuộc sư đoàn bộ binh 217 (Đức) xuất phát từ Haapsalu đổ bộ lên đảo Vormsi với sự yểm hộ của không quân và các pháo hạm. Tiểu đoàn bộ binh 36 (Liên Xô) với binh lực kém hơn về pháo binh và súng cối đã cố gắng chống cự trong ba ngày liên tục. Ngày 11 tháng 9, hai khẩu pháo chống tăng 45 mm cuối cùng bị quân Đức bắn hỏng, tiểu đoàn phải rút về đảo Hiiumaa. Ngày 12 tháng 9, Trung đoàn bộ binh 162 thuộc Sư đoàn bộ binh 61 (Đức) đổ bộ lên đảo Muhu, một vị trí phòng thủ quan trọng sát phía Đông đảo Saaremaa. Tiểu đoàn 12 thuộc Trung đoàn bộ binh 46 chống trả được mấy ngày nhưng đến ngày 17 tháng 9 đã bị tổn thất nặng và phải rút về đảo Saaremaa. Tướng A. B. Eliseyev phải điều tiểu đoàn súng máy độc lập 69 ra bảo vệ tuyến Taaliku - Orissaare - bán đảo Kübassaare đối diện với đảo Muhu qua eo biển Väike. Việc để mất hai hòn đảo tiền tiêu quan trọng chỉ trong 10 ngày đã đẩy các đơn vị Liên Xô phòng thủ quần đảo Moosnund vào tình thế khó khăn.
Trong khi chiến sự tại đảo Muhu còn đang tiếp diễn thì ngày 13 tháng 9, một tiểu đoàn dù Đức đã đổ bộ lên bán đảo Kübassaare ở phía Đông đảo Saaremaa. Đoàn biên phòng bờ biển Estonia đã tiêu diệt được tiểu đoàn dù này song không ngăn chặn được Trung đoàn bộ binh 176 thuộc Sư đoàn bộ binh 61 (Đức) đổ bộ lên bán đảo trong ngày 14 tháng 9. Ngày 17 tháng 9, Sư đoàn bộ binh 61 (Đức) đã tập kết trên đảo Muhu và bắt đầu tấn công đảo Saaremaa qua dải đất hẹp Kuivastu. Tiểu đoàn súng máy độc lập 69 chống cự được mấy ngày nhưng không trụ lại được. Đến ngày phải lùi về tuyến 23 tháng 9, tiểu đoàn phải rút về tuyến Ratla, tuyến phòng thủ chính do trung đoàn bộ binh 49 chiếm lĩnh. Từ đảo Muhu, Sư đoàn bộ binh 61 (Đức) liên tiếp đưa các trung đoàn 151 và 176 tiếp ứng cho Trung đoàn bộ binh 162 liên tục tấn công, đẩy lùi trung đoàn bộ binh 49 (Liên Xô) về tuyến Võhma - Kingisepp, cắt đôi đảo Saarema. Tướng A. B. Eliseyev cố gắng ổn định lại tuyến phòng thủ nhưng đều vô hiệu vì từ ngày 14 đến ngày 27 tháng 9, các tàu vận tải Liên Xô có tàu hộ tống đi kèm chở quân ra đảo đã bị hải quân Đức chặn đánh tại ngoài khơi bán đảo Syrve và vịnh Kyiguster. Ngày 3 tháng 10, quân Đức dồn ép tàn quân của Trung đoàn bộ binh 49 (Liên Xô) về bán đảo Syrve, buộc toán quân này phải lên tàu tại cảng Myntu rút về cảng Myanslya trên bờ Tây đảo Hiiumaa. Ngày 4 tháng 10, Sư đoàn bộ binh 61 (Đức) chiếm trọn đảo Saaremaa.
Những lực lượng còn lại của Lữ đoàn bộ binh 3 (Liên Xô) chỉ còn lại Trung đoàn bộ binh 46 đang chống giữ đảo Hiiumaa lâm vào tình thế bị bao vây bốn phía. Từ hướng Đông, Sư đoàn bộ binh 271 (Đức) bắt đầu đổ bộ từ đảo Vormsi sang, từ phía Nam, Sư đoàn bộ binh 61 cũng bắt đầu đổ bộ từ đảo Saaremaa lên. Bờ phía Bắc và phía Tây hòn đảo bị các pháo hạm Đức khống chế. Cuộc chiến ác liệt tại ngoài khơi pháo đài Kronstadt và căn cứ hải quân Hanko cũng như cuộc rút quân khỏi Tallinn đã thu hút phần lớn các hạm tàu của Hạm đội Baltic (Liên Xô). Ngày 5 tháng 10, tàu ngầm I-225 (Liên Xô) đánh hỏng một chiến hạm Đức ở ngoài khơi vịnh Salmy, phía Đông bán đảo Syrve. Tuy nhiên, chiến thắng này không làm giảm được sức ép của quân đội Đức Quốc xã lên đảo Hiiumaa.
Các trận đánh phòng thủ trên đảo Hiiumaa kéo dài suốt một tuần. Tướng A. B. Eliseyev yêu cầu Trung đoàn 46 cố giữ tuyến phòng thủ phía Đông hòn đảo từ Kärdla đến phía Bắc Khelterma chống lại Sư đoàn bộ binh 217 (Đức). Số quân còn lại của Trung đoàn 49 từ đảo Saaremaa rút về giữ tuyến Myanslya - Kyaika chống lại Sư đoàn bộ binh 61 (Đức). Tuy nhiên, đối với hai sư đoàn bộ binh Đức được các pháo hạm và không quân yểm hộ thì việc giữ vững các tuyến chiến đấu trong một tuần đã là quá sức đối với hai trung đoàn bộ binh Liên Xô. Ngày 20 tháng 10, quân Đức dồn tàn quân của Lữ đoàn bộ binh 3 (Liên Xô)về mỏm đất Takhkuna, phía Bắc đảo Hiiumaa. Số quân Liên Xô còn lại đã rút ra tàu vận tải dưới sự yểm hộ của các pháo hạm của Hạm đội Baltic và được đưa về Leningrad. Ngày 22 tháng 10 năm 1941, quân Đức hoàn thành chiến dịch đánh chiếm quần đảo Moonsund.

## Kết quả, đánh giá và ảnh hưởng

### Kết quả
Chỉ trong vòng 1 tuần, quân đội Đức Quốc xã đã chiếm trọn lãnh thổ của các nước Latvia và Litva, thọc sâu đến tuyến phòng thủ từ xa trên hướng Leningrad của quân đội Liên Xô ở Pskov. Hai tuần sau sau đó, đến lượt toàn bộ lãnh thổ Estonia rơi vào tay quân đội Đức Quốc xã, trừ căn cứ chính của Hạm đội Baltic tại Tallinn. Mặc dù bị chặn lại mấy ngày trên tuyến phòng thủ Pskov - Daugavpils nhưng quân đội Đức Quốc xã đã nhanh chóng đưa các lực lượng tăng viện mới vào trận, đánh bại các tập đoàn quân 11, 22 và 27 của quân đội Liên Xô, buộc các đơn vị này phải lùi về phòng tuyến Luga. Các trận đánh phòng ngự của lục quân và hải quân Liên Xô tại Tallinn, quần đảo Moonsund và căn cứ hải quân Hanko mặc dù đã giam chân một số sư đoàn Đức nhưng ảnh hưởng của các trận đánh này đến toàn bộ chiến dịch phòng thủ vùng Pribaltic là không lớn. Chủ lực Cụm tập đoàn quân "Bắc" Đức vẫn tiếp cận được cửa ngõ vào Leningrad cuối tháng 8 năm 1941.
Không quân của Phương diện quân Tây Bắc hầu như tê liệt trong ba ngày đầu tiên của cuộc chiến. Một số ít máy bay tiêm kích cất cánh được và tham chiến đã không thể thay đổi tình hình trên không. Không quân Đức Quốc xã hầu như làm chủ vùng trời trên đất liền và trên biển. Không quân của Hạm đội Baltic chiến đấu có hiệu quả hơn song họ có ít máy bay hơn và chủ yếu là máy bay dùng cho các cuộc chiến trên không phận vùng biển để hỗ trợ cho hải quân hạm tàu, không thích hợp cho các trận không chiến trên đất liền. Vì chỉ huy kém và để xảy ra những thiệt hại lớn cho không quân của Phương diện quân Baltic, ngày 25 tháng 6, trung tướng A. P. Yonov, tư lệnh không quân của Phương diện quân, Chính ủy trung đoàn bậc 1 I. V. Mashin, chính ủy không quân của phương diện quân, lữ đoàn trưởng S. S. Krupin, tham mưu trưởng không quân của Phương diện quân Tây bắc bị STAVKA ra lệnh điều tra và sau đó bị xử bắn. Sư đoàn trưởng sư đoàn không quân hỗn hợp số 8 V. A. Guschin bị bắt giam.
Hải quân hạm đội Baltic đã hoàn thành nhiệm vụ bảo vệ các vùng biển. Tuy nhiên, những cố gắng của họ trở nên vô ích khi các trận đánh trên bộ của lục quân Liên Xô liên tiếp thất bại, buộc nhiều đơn vị hải quân phải chiến đấu như bộ binh, pháo binh bờ biển phải tham gia vào các trận pháo kích trên đất liền, một nhiệm vụ khó khăn đối với họ cả về chiến thuật, trinh sát hiệu chỉnh và kỹ thuật. Sự thất thế của lục quân và không quân Liên Xô cùng các cuộc rút lui nhanh chóng đã gây hậu quả tai hại cho Hạm đội Baltic. Các căn cứ hải quân quan trọng của Liên Xô trên bờ biển vùng Baltic lần lượt rơi vào tay quân đội Đức Quốc xã trong vòng một tháng.
Thiệt hại của quân đội và hải quân Liên Xô là hết sức lớn. Từ 22 tháng 7 đến ngày 9 tháng 7, Phương diện quân Tây Bắc và Hạm đội Baltic đã mất 75.202 người chết và mát tích, 13.284 người bị thương. Từ ngày 10 tháng 7 đến ngày 30 tháng 9 năm 1941, Phương diện quân Tây Bắc (Liên Xô) tiếp tục tổn thất 96.953 người chết và mất tích, 47.835 người bị thương. Hạm đội Baltic cũng tiếp tục mất 9.384 người chết và mất tích, 14.793 người bị thương. Tổn thất về vũ khí, khí tài của quân đội và hải quân Liên Xô cũng rất lớn. Gần 1.000 máy bay của không quân Phương diện quân Tây Bắc bị phá hủy và bắn rơi. Hơn 1.100 xe tăng và xe bọc thép bị phá hủy hoặc hư hỏng trong chiến đấu. Hạm đội Baltic bị tổn thất 174 tàu thuyền các loại, gồm 1 tàu tuần dương (chiếc Sevastopol), 17 tàu khu trục, 4 tàu tuần tra, 2 tàu chống ngầm, 34 tàu quét mìn, 3 tàu pháo, 23 tàu phóng ngư lôi, 65 thuyền, xuồng vũ trang, 25 tàu ngầm.
Tổn thất của quân đội Đức Quốc xã thấp hơn quân đội Liên Xô nhưng lại là tổn thất lớn nhất đối với nước Đức Quốc xã kể từ khi bắt đầu cuộc Chiến tranh thế giới thứ hai. Từ ngày 22 tháng 6 đến 30 tháng 9 năm 1941, Cụm tập đoàn quân Bắc (Đức) mất 35.741 người chết, 126.838 người bị thương. Trong các trận đánh trên biển, hải quân Đức Quốc xã cũng chịu những thiệt hại không nhỏ: 1 tàu tuần dương, 2 tàu khu trục, 4 pháo hạm, 3 tàu phóng ngư lôi, 3 tàu vận tải, 4 tàu quét mìn, 2 tàu ngầm, 1 tàu chống ngầm và 1 tàu cứu hộ bị đánh đắm. Trong đó, 15 chiếc chìm do va vào thủy lôi, 6 chiếc khác bị tấn công bởi máy bay, tàu ngầm và tàu phóng ngư lôi.

### Đánh giá
Các trận phản công của các quân đoàn cơ giới 3 và 12 không đạt kết quả vì nhiều nguyên nhân, trong đó, đặc biệt rõ rệt là thiếu tổ chức, thiếu phối hợp giữa xe tăng với bộ binh và pháo binh. Thời gian phản công cũng không thống nhất, dẫn đến việc quân Đức có thể bẻ gãy từng đợt công kích của các sư đoàn xe tăng Liên Xô được tung ra trận một cách rời rạc. Việc để quân đoàn cơ giới 202 ở lại bảo vệ Šiauliai tuy hợp lý về chiến thuật nhưng đã làm giảm sức tấn công của các sư đoàn xe tăng khi phải đối phó với bộ binh cơ giới Đức vốn cơ động hơn xe tăng do được trang bị phương tiện nhẹ và có tốc độ hành quân cao. Do Bộ Tư lệnh dự liệu sai thời gian xảy ra chiến tranh nên khi chiến sự nổ ra, có đến một nửa số xe tăng của Phương diện quân phải "nằm bãi" do chưa được sửa chữa, bảo dưỡng kịp thời. Do khinh suất, nhiều đơn vị cũng không sử dụng được các phương tiện liên lạc vô tuyến điện vốn rất cần cho xe tăng. Những khuyết điểm lớn như trên đã làm cho lực lượng xe tăng của Liên Xô bị tổn thất lớn. Ngoài ra, do trong ba ngày đầu của cuộc chiến, Phương diện quân Tây Bắc đã để mất đến 921 máy bay, phần lớn chúng bị bom Đức thiêu cháy ngay trên sân bay. Vì vậy, các sư đoàn xe tăng Liên Xô hầu như không nhận được sự yểm hộ từ trên không.
Sự phản ứng chậm chạp, cứng nhắc và bị động của Bộ Tổng tư lệnh tối cao cũng là một trong những nguyên nhân gây nên thất bại của Phương diện quân Tây Bắc tại Litva hồi đầu mùa hè năm 1941. Ngày 25 tháng 6, Phương diện quân nhận được chỉ thị từ Moskva yêu cầu tổ chức các cụm phòng thủ, các đơn vị dự bị tập trung tại tuyến phòng thủ thứ hai trên tuyến sông Tây Dvina. Nhưng ngay từ ngày 24 tháng 6, Quân đoàn xe tăng 56 (Đức) đã cơ động nhanh qua 170 km đường cao tốc đến Daugavpils và chiếm thành phố này ngày 26 tháng 6. Và đến ngày 2 tháng 7, đến lượt Quân đoàn xe tăng 41 thuộc Tập đoàn quân xe tăng 4 (Đức) cũng chiếm các bến vượt trên sông Tây Dvina trong khu vực Jēkabpils, cắt đứt đường rút của các binh đoàn Liên Xô đang tác chiến ở Raseiniai, Šiauliai, Kaunas và Alytus, làm phá sản kế hoạch lập tuyến phòng thủ thứ hai của quân đội Liên Xô trên sông Tây Dvina. Ý đồ làm chậm bước tiến của các tập đoàn quân xe tăng Đức do đó không thực hiện được.
Tập đoàn quân xe tăng 3 (Đức) sau trận Alytus đã mở đường đánh chiếm Vilnius, bắt đầu triển khai tiến công Minsk để thực hiện kế hoạch bao vây chủ lực Phương diện quân miền Tây của Liên Xô tại khu vực Białystok-Minsk. Tập đoàn quân 8 (Liên Xô) cũng bị buộc phải bỏ Latvia, bị dồn vào một khu vực hẹp xung quanh Tallinn.
Cuối cùng, việc xử lý thiếu phối hợp và vô kỷ luật của một số chỉ huy đơn vị tại trận Pskov đã làm cho Kế hoạch phòng thủ chiến lược 1941 trên vùng Pribaltic (KOVO-41-Pribaltic) của quân đội Liên Xô hầu như phá sản. Chỉ sau một tháng, quân đội Đức Quốc xã đã tiến đến các cửa ngõ đi vào Leningrad, một trong ba mục tiêu quan trọng nhất của Chiến dịch Barbarossa.

### Ảnh hưởng
Kết quả thất thế của Phương diện quân Tây Bắc (Liên Xô) đã ảnh hưởng tai hại tới tình hình phòng tuyến của quân đội Liên Xô trên hướng Tây. Không bị uy hiếp từ sườn phía Bắc, Cụm tập đoàn quân Trung tâm (Đức) đã dồn ba tập đoàn quân của Phương diện quân Tây (Liên Xô) vào một vòng vây kéo dài từ Białystok đến phía Tây Minsk và loại các tập đoàn quân này khỏi vòng chiến đấu sau khi chiếm được Minsk ngày 30 tháng 6. Thất bại nhanh chóng của Phương diện quân Tây Bắc cũng ảnh hưởng tiêu cực đến Hạm đội Baltic (Liên Xô) khiến hải quân Đức Quốc xã chiếm được nhiều quân cảng quan trọng ở Liepāja, Ventspils, Riga, buộc hạm đội Baltic phải tập trung về Tallinn và một số cảng nhỏ trên quần đảo Moonsund và tiếp tục bị không quân Đức tấn công. Những trận đánh của không quân Hạm đội Baltic vào Berlin tuy có gây một số thiệt hại vật chất và nhân mạng cho nước Đức Quốc xã cũng như gây ảnh hưởng về tâm lý nhưng không thể ảnh hưởng trực tiếp đến tình hình mặt trận phía Đông.
Quân đội Liên Xô chỉ đủ lực lượng và phương tiện để làm chậm tốc độ tấn công của Cụm tập đoàn quân "Bắc" (Đức), giành được một khoảng thời gian vừa đủ để củng cố các tuyến phòng thủ xung quanh Leningrad, tuyến Ladoga - Tikhvin và mỏm đất Oranielbaum. Từ ngày 8 tháng 9, trong khi các trận đánh phòng thủ quần đảo Moonsund và căn cứ hải quân Hanko của Hải quan hạm đội Baltic vẫn còn tiếp tục thì cánh quân tiên phong của Tập đoàn quân 16 (Đức) đã đánh chiếm đầu mối giao thông đường sắt Mga và tiến đến bờ hồ Ladoga tại khu vực Shlisselburg, hình thành vòng vây quanh Leningrad. Bộ Tổng tư lệnh tối cao quân đội Liên Xô buộc phải chuyển Phương diện quân Bắc thành Phương diện quân Leningrad để phòng thủ thành phố này; thành lập Phương diện quân Volkhov để trấn giữ hướng Tikhvin và thành lập lại Phương diện quân Tây Bắc để giữ tuyến phòng thủ từ hồ Ilmen đến Ostashkov.